# 皇居
皇居（こうきょ）は、日本の天皇の住まい、固有名詞として旧江戸城を指す建造物。後者は東京都千代田区千代田1番1号に所在し、宮内庁も所在する。区の中央部に立地しており、総面積は千代田区の約1割に相当する。
明治天皇の東京行幸に合わせて、一度目の1868年11月26日（明治元年10月13日）に旧江戸城が東京城（とうけいじょう）と改称され、二度目の1869年5月9日（明治2年3月28日）に皇城（こうじょう）と改称された。1873年（明治6年）5月5日の火災により焼失し、旧紀州徳川家江戸中屋敷（現在の赤坂御用地）を仮皇居とした。
1888年（明治21年）10月10日に明治宮殿が完成し、同年10月27日に宮城（きゅうじょう）と改称された。1945年（昭和20年）5月25日の東京大空襲により焼失し、1948年（昭和23年）7月1日に宮城の称が廃止され、皇居と称されるようになった。1968年（昭和43年）11月14日に新宮殿（現在の宮殿）が完成した（後述）。

## 概要
現在の皇居は特別史跡「江戸城跡」一帯を指す呼称でもあり、公式の英語表記は「The Imperial Palace」である。天皇の平常時の住居である「御所」や各種公的行事や政務の場である「宮殿」、宮内庁庁舎などがある。
平安京への遷都（794年〈延暦13年〉）から東京奠都（1869年〈明治2年〉）までは京都にあり、御所（ごしょ）や禁中（きんちゅう）、禁裏（きんり）、内裏（だいり）などと呼ばれていた。現在の京都御所（京都市上京区）は、もとは里内裏として用いられ（後述の「#皇居・宮の歴史」参照）、南北朝時代以後は正式な御所となっていたもので、明治維新後の東京行幸に伴い留守となり使われなくなったが、荒廃した御所の様子を嘆いた明治天皇の指示により、隣接する京都仙洞御所や京都大宮御所とともに保存された。なお、行幸後に首都機能が東京に移った際、明確な遷都の法令が発せられなかったので、京都御所を現在も皇居とみなす向きもある（詳細は「東京奠都」を参照）。しかし明治以降、京都御所に近代的居住機能が付加されることはなく、平安時代の様式を伝える最高格式の紫宸殿（正殿）や日常生活の場である常御殿などが保存され、文化財となっている。
皇居の呼び名は、史料や古典文学に登場するものの現在では使われない表現を含めると様々ある。内裏、御所、大内（おおうち）、大内山、九重（ここのえ）、宮中（きゅうちゅう）、禁中（きんちゅう）、禁裏、百敷（ももしき）、紫の庭（むらさきのにわ）、皇宮（こうぐう）、皇城（こうじょう）、宮城、大宮、雲の上、雲居などがある。

## 現在の皇居
明治以降の皇居は、幕末まで徳川将軍家が居城としていた江戸城跡にある。江戸城の内郭（内堀内）には、本丸、二の丸、三の丸、西の丸のほか、西寄りの部分には「吹上」と呼ばれる庭園があった。「吹上」はかつては屋敷地であったが、明暦の大火（1657年（明暦3年））以降、火除け地として、建物が建てられないようになっていた。
皇室関連施設のうち、宮殿や宮内庁庁舎などは旧西の丸に位置するが、天皇の住まいである御所は江戸城の「吹上」、現在の「吹上御苑」に建てられている。旧西の丸と吹上御苑は道灌堀という堀で隔てられている。皇居と呼ばれる区域は、旧西の丸地区・吹上御苑と皇居東御苑からなる宮内庁の管理用地の区域を指す場合と、この区域に環境省管轄の皇居外苑を加えた区域を指す場合がある。
皇居は東京の代表的な観光名所であり、人工衛星パノラマ画像プログラムのGoogle Earthでは、世界のランドマークの一つとして登録されている。旧江戸城の本丸、二の丸、三の丸の一部分は皇居東御苑として、1968年（昭和43年）10月1日以降、宮中行事に支障のない限り一般に公開されている。皇居の制限エリアを一般人が訪問できる機会としては、「皇居一般参観」のほか、毎年1月2日と天皇誕生日に行われる「一般参賀」や桜が見ごろの4月初旬と紅葉が見頃の12月初旬に行われる「乾通りの通り抜け」などがある。また、皇居の周囲を取り囲む12の濠（堀）から成る皇居外周地区の歩道は、都心にありながら緑豊かな場所であり、ジョギング（皇居ラン）や散策の場としても親しまれている。
皇居の宮内庁管理部分の住居表示は、東京都千代田区千代田1番1号（郵便番号100-0001）で、居住していなくても登録できる本籍地として人気が高い住所になっている。また、国有財産としての皇居の価値は、2146億4487万円となっている（財務省資料に基づく、2009年5月時点）。

## 宮殿
宮殿（きゅうでん）は、天皇が国事行為や皇室行事などの儀式を行う施設。明治宮殿跡地の皇居西の丸地区に建設され、1964年（昭和39年）6月29日起工、1966年（昭和41年）9月13日上棟。1968年（昭和43年）11月14日落成。1969年（昭和44年）4月から使用されている。焼失した明治宮殿に対して新宮殿（しんきゅうでん）とも称する。
1959年（昭和34年）4月、政府は皇居造営審議会を設け、1960年（昭和35）年1月、皇居新宮殿造営を閣議決定。この際、天皇、皇后の生活を公私に分離する方針が採用され、日常の住居として吹上御所が1961年（昭和36年）11月に落成した。1962年（昭和37年）、東京芸術大学の吉村順三教授が基本設計に着手した。
基本設計完成後の1963年6月に建設地に実物大の屋根模型を実際に建て、高さや勾配、棟木飾りの大きさ・形など実際の寸法で制作設置して検討し、実施設計が始ったが、宮内庁と吉村の間に齟齬が生まれ、吉村は1965年に辞退し、その後の実施設計は宮内庁造営部が行い、施工は大林組、鹿島建設、清水建設、大成建設、竹中工務店の5社共同体が担った。
設計は日本古来の宮殿の伝統を尊重し、素朴簡素であるとともに、国民に親しまれるものであることを主眼とした。屋根は緩やかな勾配と深い軒の出をもつ銅瓦葺きとし、外観は、中世の木造漆喰塗り壁の美を、メタルカーテンウォール工法によって再現した高床（ピロティ）型式となっている。室内は日本特産の銘木と裂地（きれじ）を用い、調度品も国産で、全てが清楚な意匠と第一級の工芸技術によって完成された。
鉄骨鉄筋コンクリート造で、地上2階、地下1階、宮殿全施設の延床面積は、3万5,789.89平方メートル。正殿（せいでん）、豊明殿（ほうめいでん）、連翠（れんすい）、長和殿（ちょうわでん）、千草・千鳥の間、表御座所北棟、表御座所南棟の7棟からなり、これらの建物に面して内庭（ないてい）、中庭（ちゅうてい）、東庭（とうてい）、南庭（なんてい）がある。
室内装飾には、東山魁夷、安田靱彦、中村岳陵、橋本明治、山口蓬春、岩田藤七、黒田辰秋、杉山寧、内藤四郎、多田美波、永原浄ら、建設当時の著名な美術家が参加した。

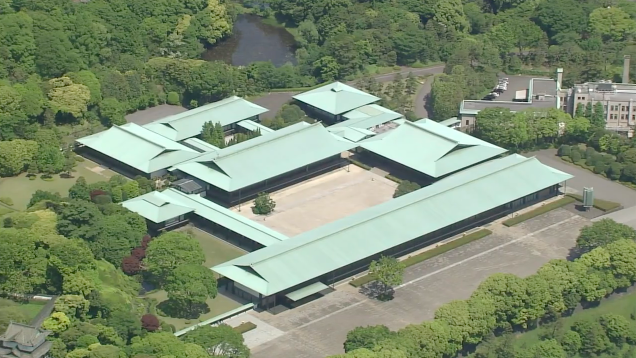
宮殿の空中写真

### 正殿
松の間、竹の間、梅の間の三部屋からなる。
松の間
宮殿内で最も格式の高い部屋で、板張りである。新年祝賀の儀、信任状捧呈式、内閣総理大臣任命式（親任式）、認証官任命式、勲章親授式、講書始の儀、歌会始の儀等の主要な通年の儀式に使用される他、朝見の儀や即位の礼の中心的儀式である即位礼正殿の儀などの皇室の重要儀式でも使用される。昭和天皇の大喪儀に際して殯宮が設けられた。左右に報道室がある。
竹の間
主に、天皇、皇后が外国の元首や政府要人と会見し、又は参内した日本政府関係者及び民間人を引見する等の儀式並びに行事に使用される。
梅の間
主に、皇后関係の儀式・行事（皇后誕生日祝賀、皇后引見等）等に使用される。

### 豊明殿
宮殿のホールでは最大の規模。立食形式では、最大600名を収容することが可能である。宮中晩餐会、天皇誕生日の宴会の儀や、即位の礼の饗宴の儀等、多人数の宴会に使用される。東側廊下は奏楽室に転用でき、宮中晩餐会等で宮内庁楽部が生演奏を披露する。

### 連翠
午餐会や茶会等の小人数の宴会に使用される。

### 長和殿
南北163メートルにおよぶ細長い建物で、参内者の休所やもてなし、拝謁等多目的に使用される。部屋名は北から南へ順に、北溜、北の間、石橋（しゃっきょう）の間、春秋の間、松風の間、波の間、南溜。一般参賀の行なわれる東庭に面しており、一般参賀の際には皇族は長和殿ベランダの中央部に立つ。ベランダの天井にはスポットライトが設置されている。
1969年（昭和44年）1月2日、新宮殿完成後初の皇居一般参賀で昭和天皇らが長和殿ベランダに立った際、スリングショットでパチンコ玉を撃ち込まれる事件が発生した。皇族は負傷しなかったが、この事件の後、長和殿ベランダ中央部には、一般参賀になると組み立て式の防弾ガラスが設けられる。
春秋の間
宮殿では豊明殿に次いで広いホール間で、各国賓客の歓迎会や拝謁等に用いられる。平成に入ってからは、各種レセプションに使用される機会も多くなった。
石橋の間、松風の間
春秋の間に隣接した広間で、参殿者の休所等として利用される。
北の間、波の間
参殿者の休所等として利用される。
北溜、南溜
北車寄、南車寄につながる玄関ホール。北溜は記帳所として利用されることもある。波の間と正殿の間には長さ70メートルほどの回廊があり、国賓等は南溜から回廊を経て正殿に向かう。
車寄
御車寄、西車寄、北車寄、南車寄、中車寄がある。御車寄は天皇、皇后が、西車寄は皇族が使用し、ともに表御座所北棟に設けられている。北車寄は長和殿の北端、南車寄は長和殿の南端、中車寄は長和殿の地下にある。特に南車寄は宮殿の正面玄関であり、国賓や外交使節を迎える際に使用されるほか、祝賀御列の儀などの即位の礼にも使用された。長和殿と東庭の地下は、参殿者のための駐車場となっており、大型乗用車120台分を駐車できる。

### 千草・千鳥の間
茶会や参殿者の休所等に使用される。本来は「千草の間」、「千鳥の間」と別々の部屋だが、仕切りを取って一部屋として使用される。

### 回廊
正殿と長和殿を結び、豊明殿に相対する。天皇と国賓が南溜からここを進んで正殿での会見に臨む。

### 庭園
内庭
表御座所南棟に面する。
中庭
正殿、豊明殿、回廊、長和殿に四方を囲まれている。和歌山県産の白那智石が敷き込まれ、西南隅のには白梅、東北隅には紅梅が植えられている。即位礼正殿の儀では威儀物奉持者が居並び、旛旗が立てられる。南東角には、加藤清正が文禄・慶長の役で朝鮮から持ち帰り徳川家康に献上したと伝わる青銅製の巨大な水盤がある。
東庭
国賓が栄誉礼や礼砲を受ける国賓歓迎式典や、新年及び天皇誕生日の一般参賀の場として使用される。由良石が敷き込まれ、北端には国民からの寄付で造られた照明灯「松の塔」が建つ。地下は参殿者のための駐車場となっている。
南庭
南溜、回廊、千鳥の間に面する。貴船石に流れを配し、樹木は落葉樹と大刈り込みとしている

### 表御座所
北棟と南棟がある。天皇が日常の執務をする「菊の間」、皇后の応接室「桐の間」、天皇が内奏を受ける面会室「鳳凰の間」、皇族休所「薔薇の間」、「萩の間」、「花の間」、昭和天皇大喪儀で権殿が設けられた「芳菊の間」、休所「桂の間」、侍従候所、壺庭の萩壺、桂壺などがある。

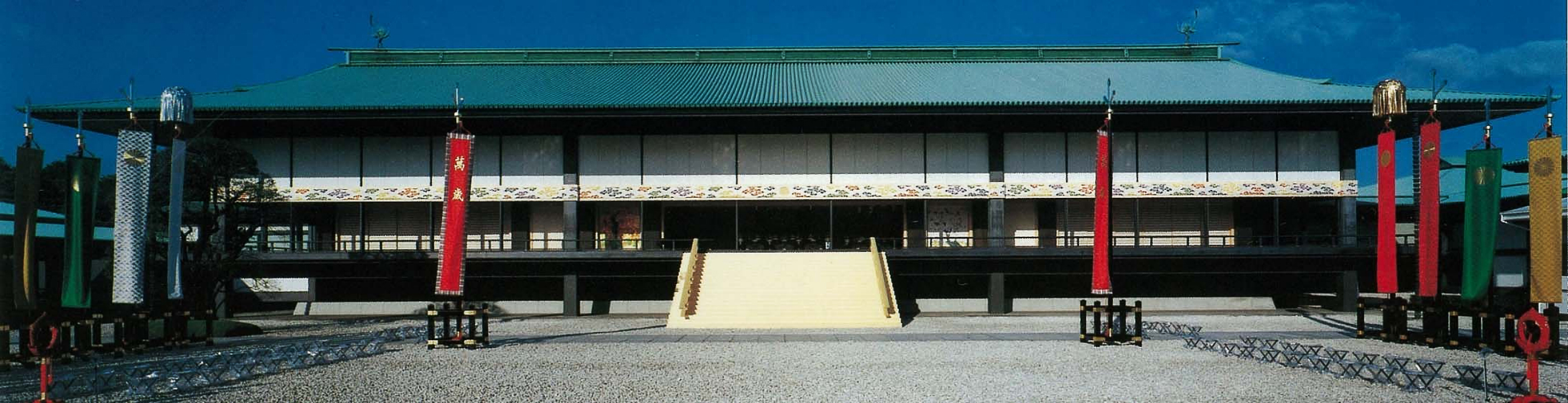
正殿 天皇の即位礼正殿の儀
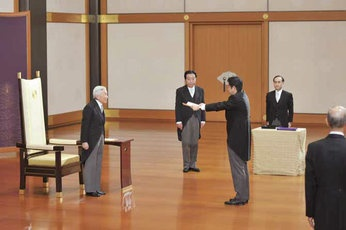
正殿松の間 内閣総理大臣任命式
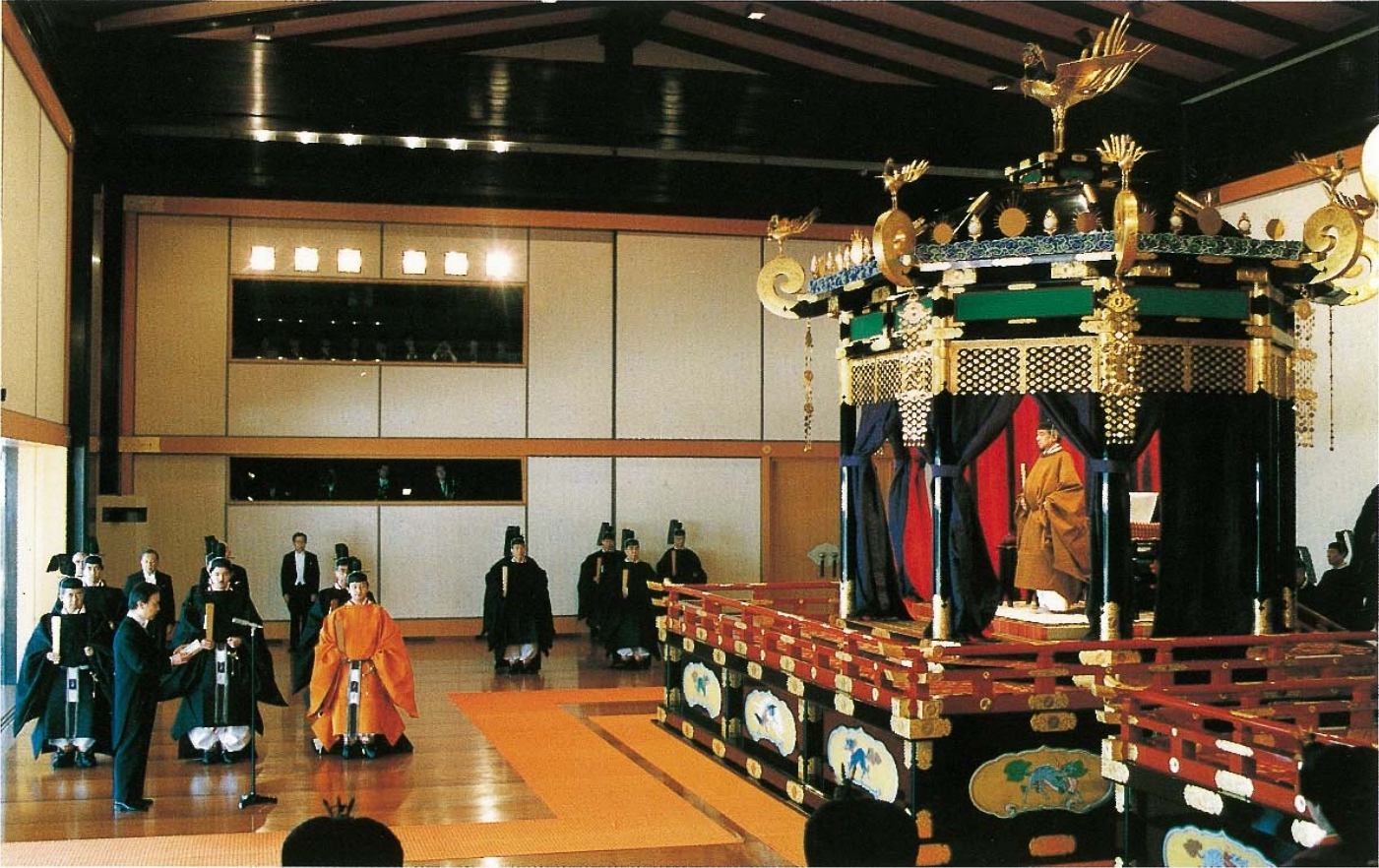
正殿松の間 即位礼正殿の儀
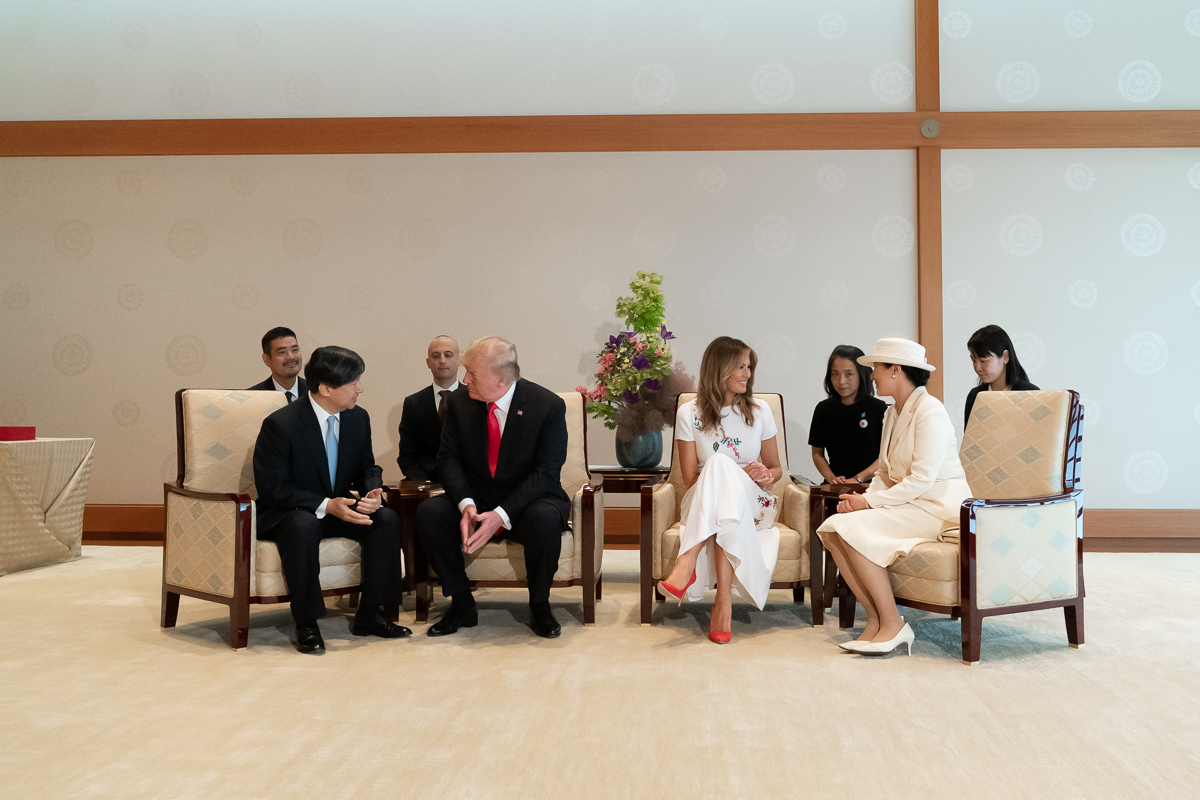
正殿竹の間 2019年（令和元年）、米国大統領ドナルド・トランプとの会見
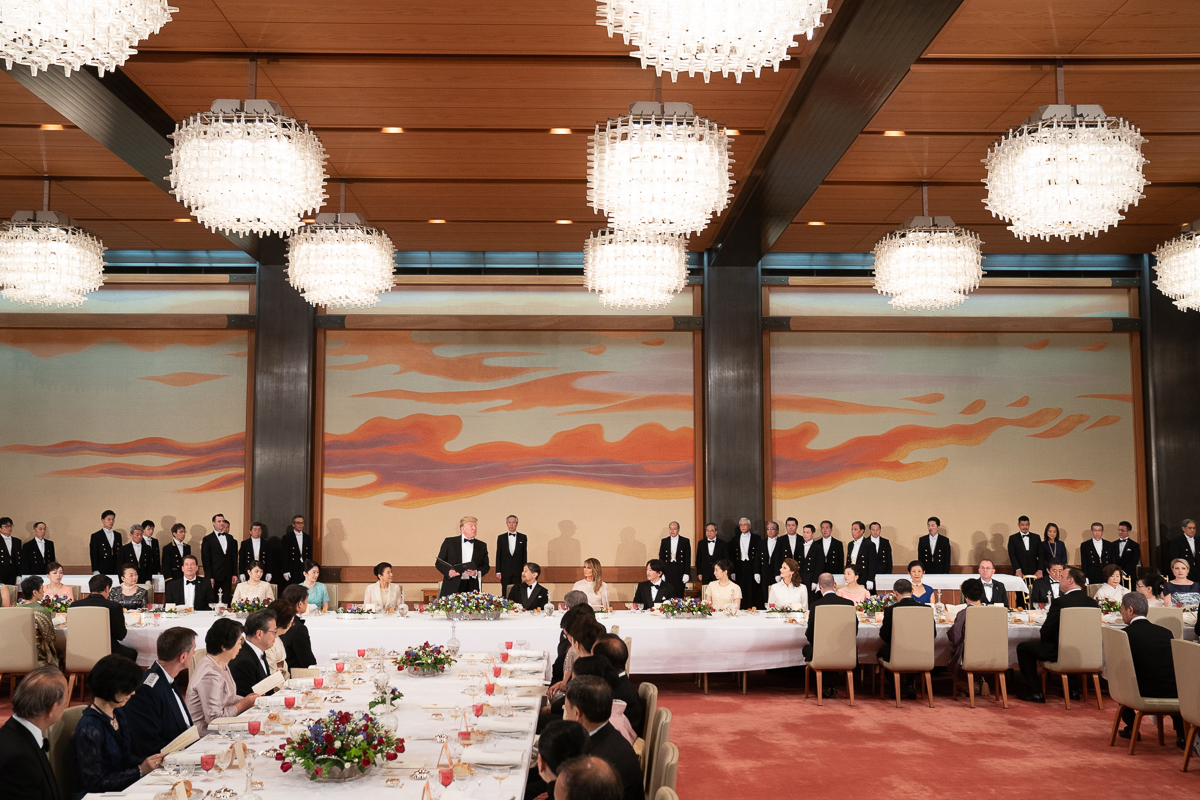
豊明殿 2019年（令和元年）、米国大統領ドナルド・トランプ、同夫人メラニアを招いての宮中晩餐会
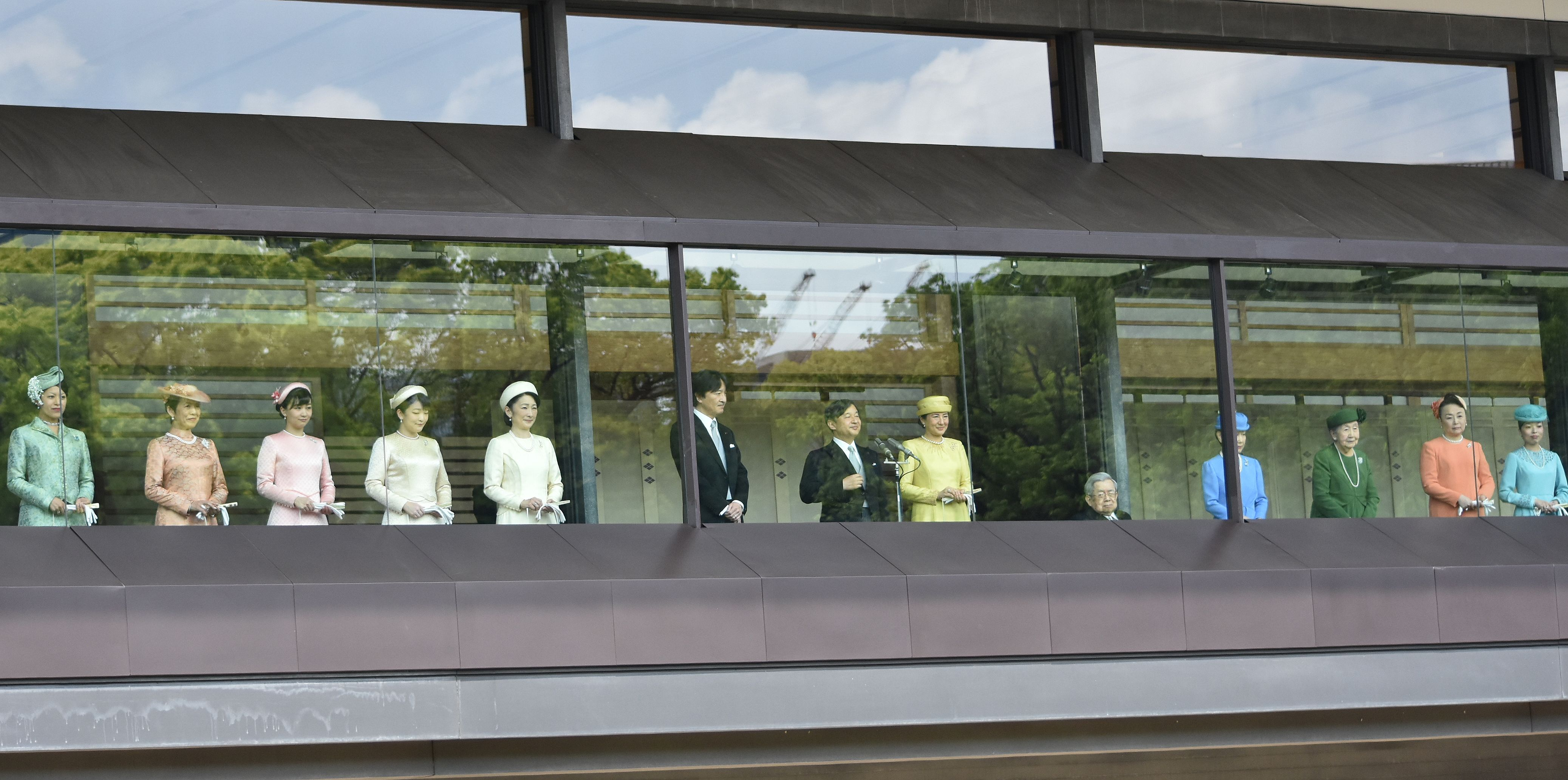
長和殿 天皇即位を祝っての一般参賀で天皇・皇族が揃う
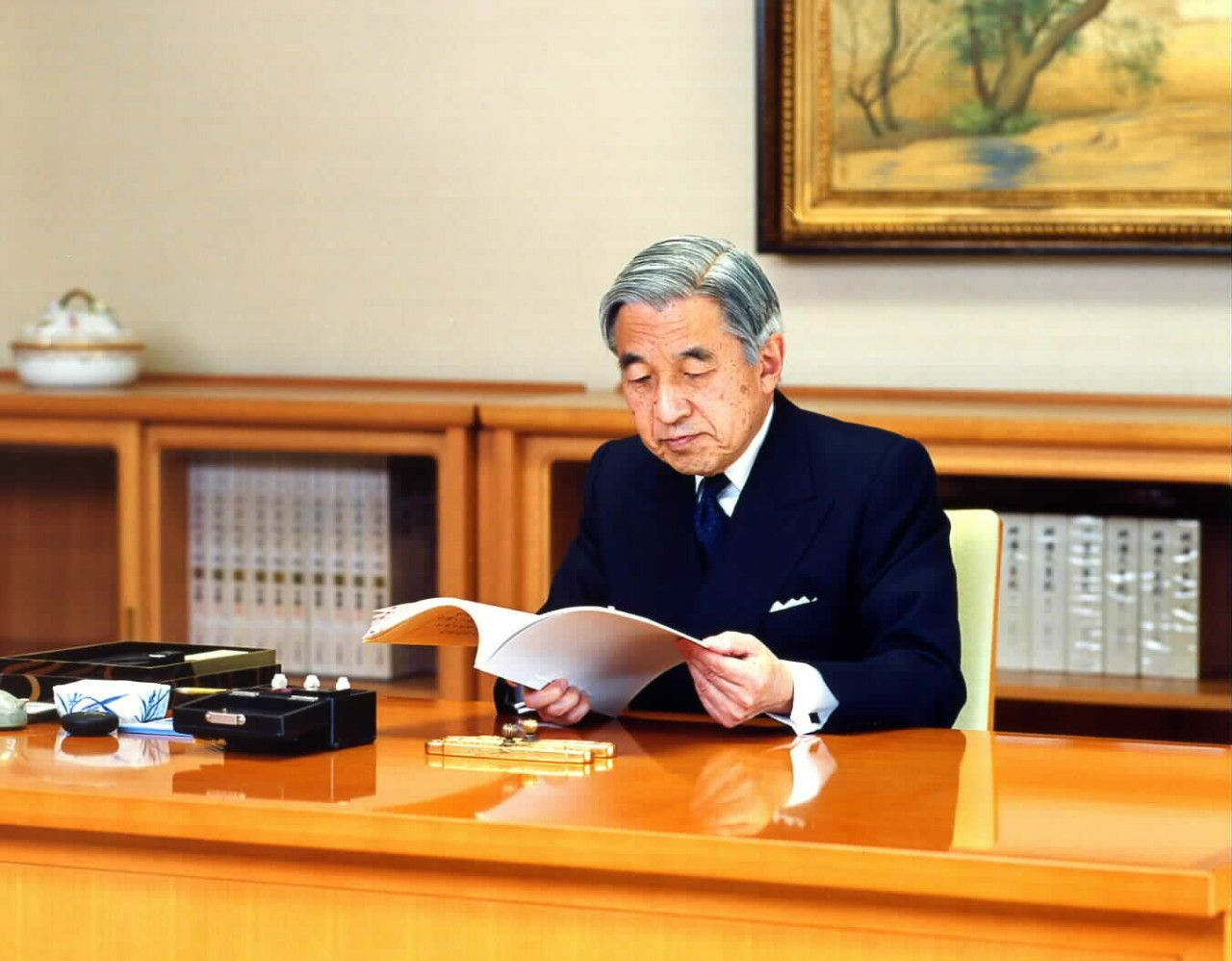
表御座所 公務を行う天皇在位中の明仁
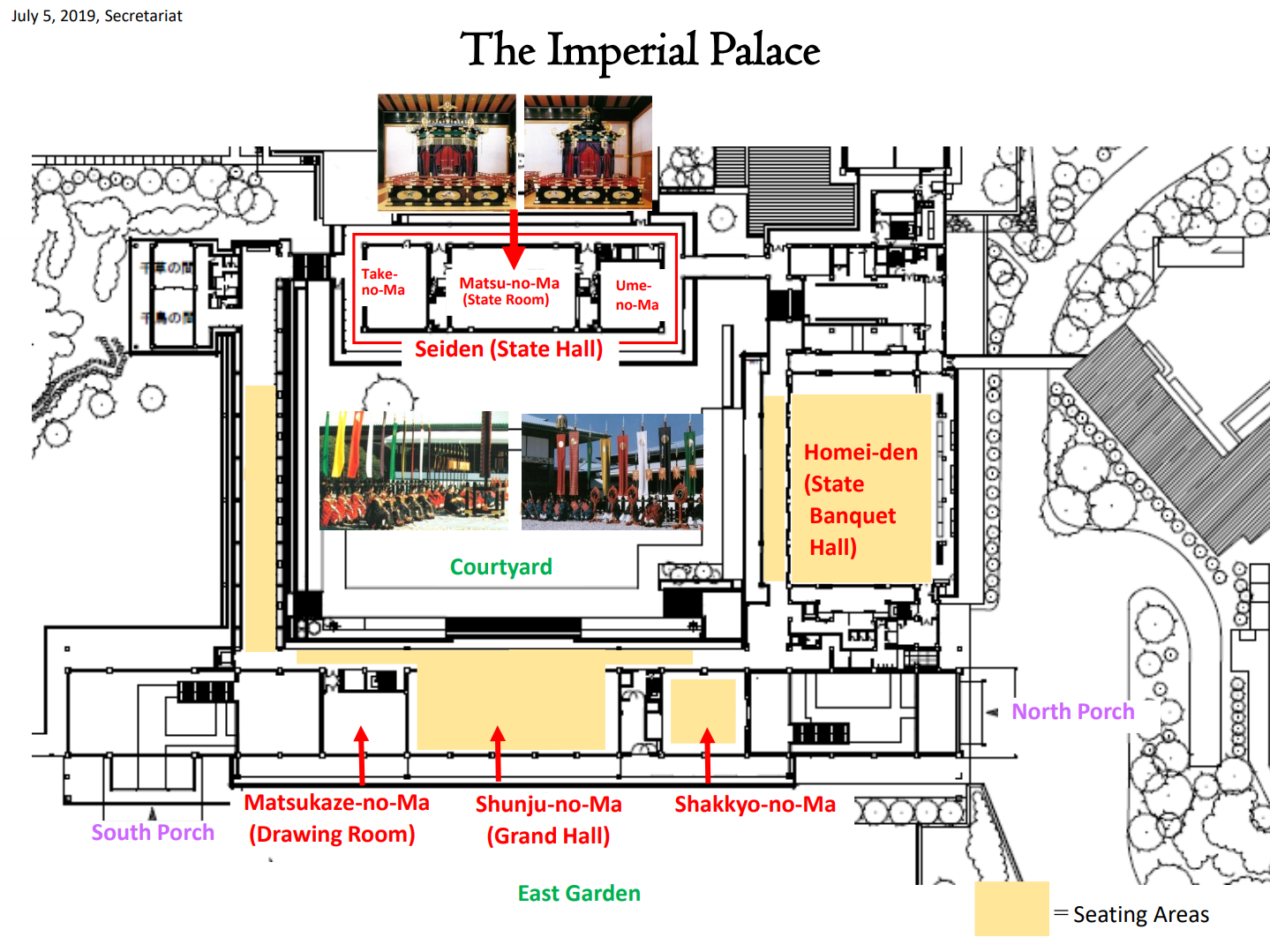
宮殿の地図

## 皇居内の施設

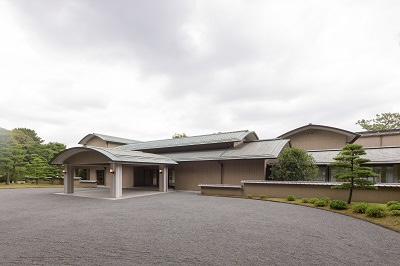
御所 御車寄

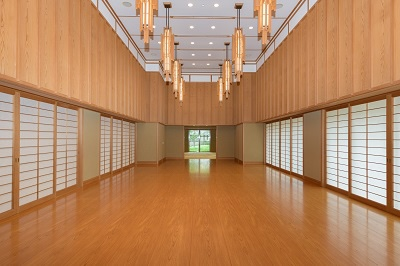
御所 広間

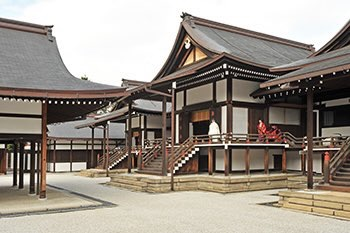
宮中三殿

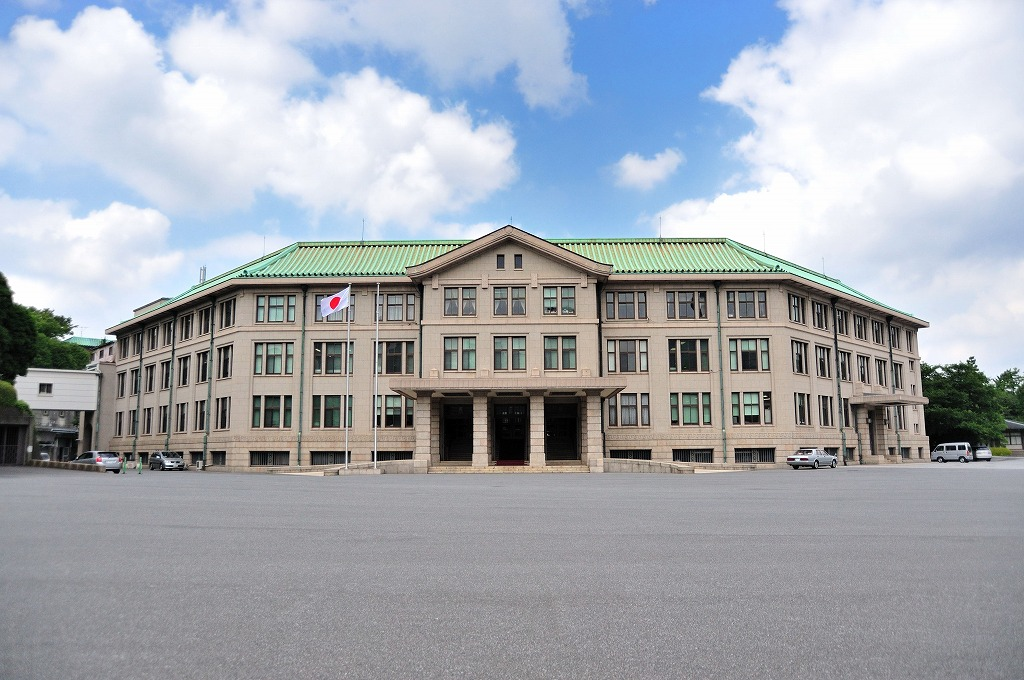
宮内庁庁舎

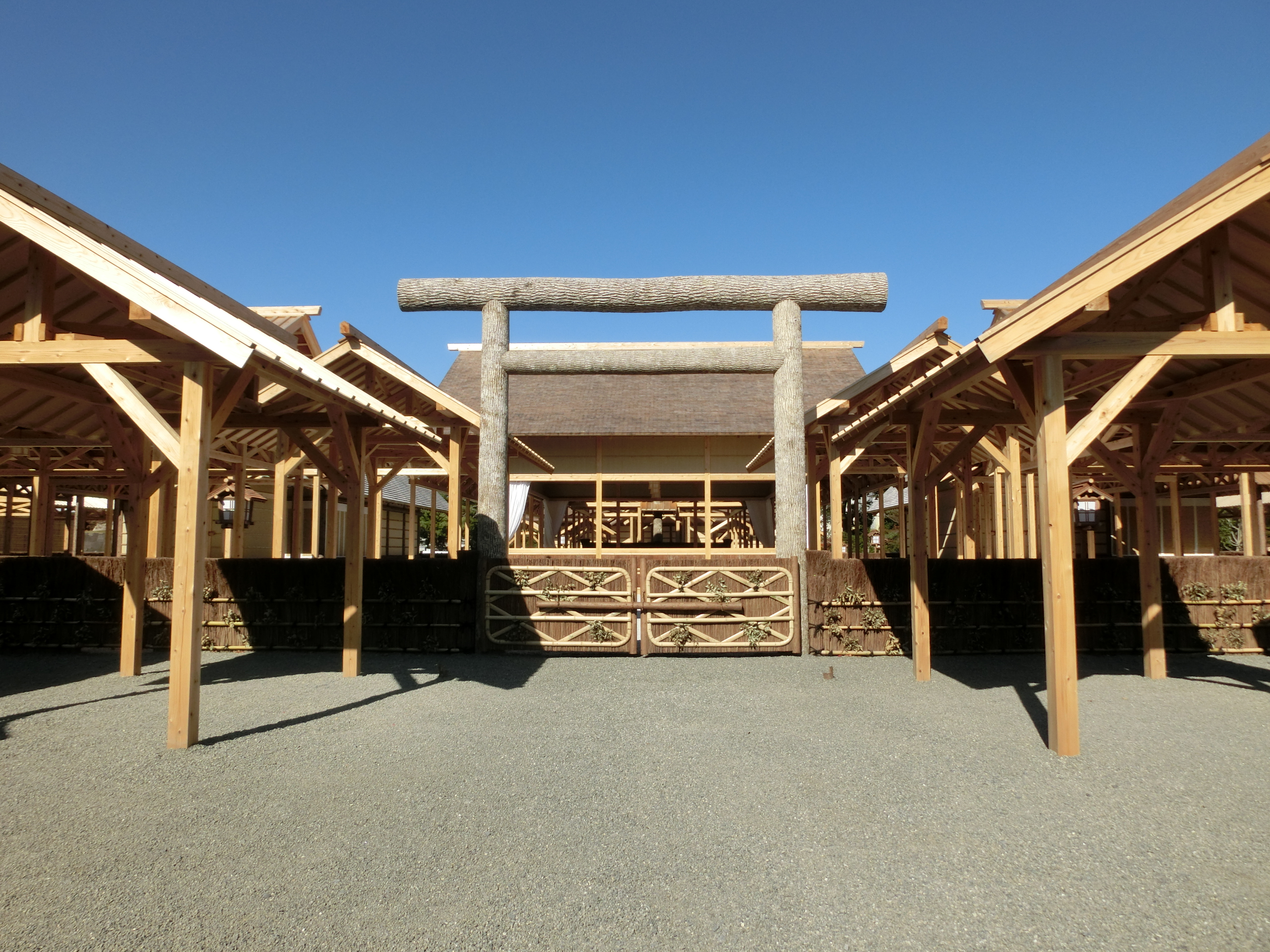
大嘗宮

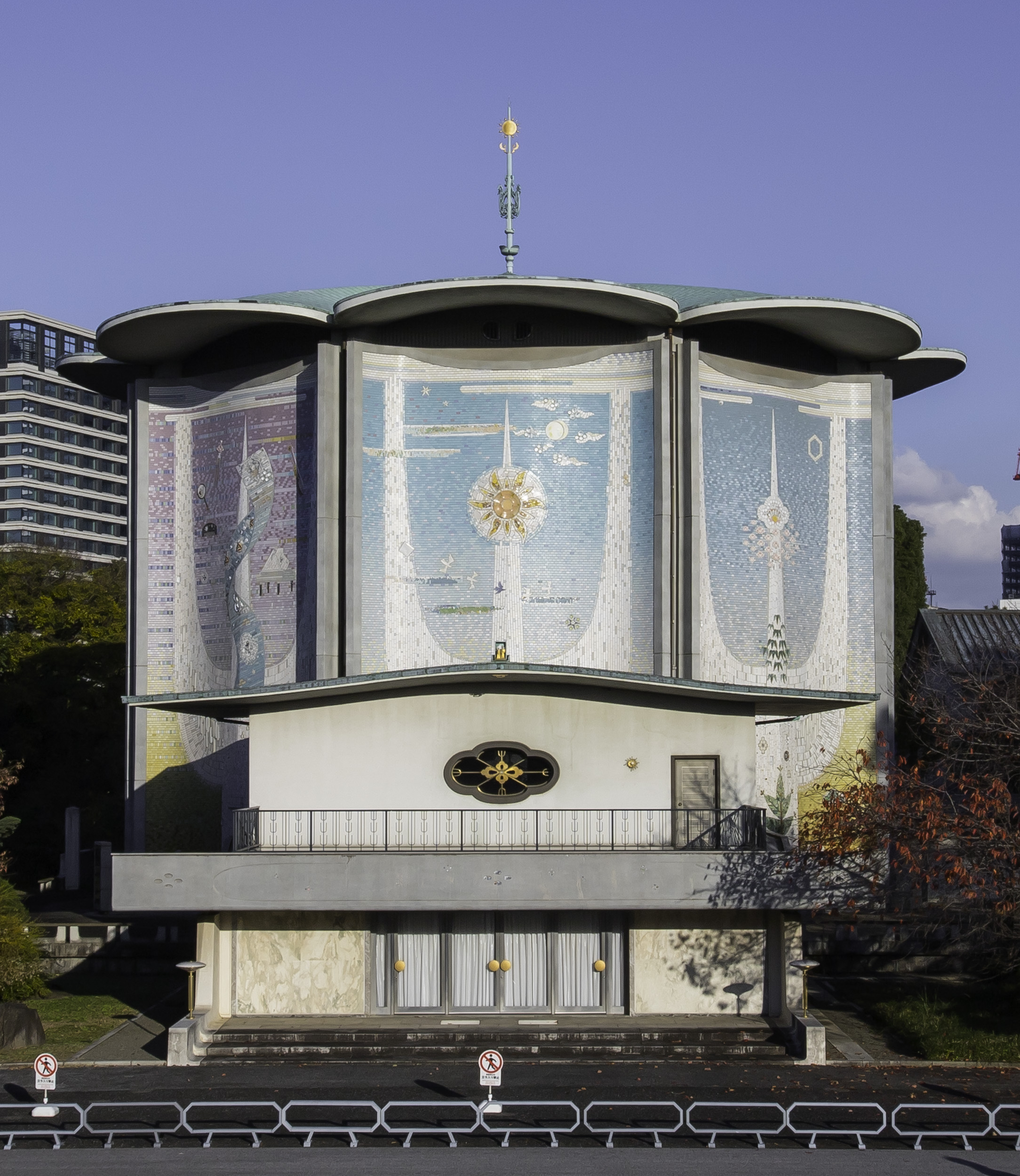
桃華楽堂

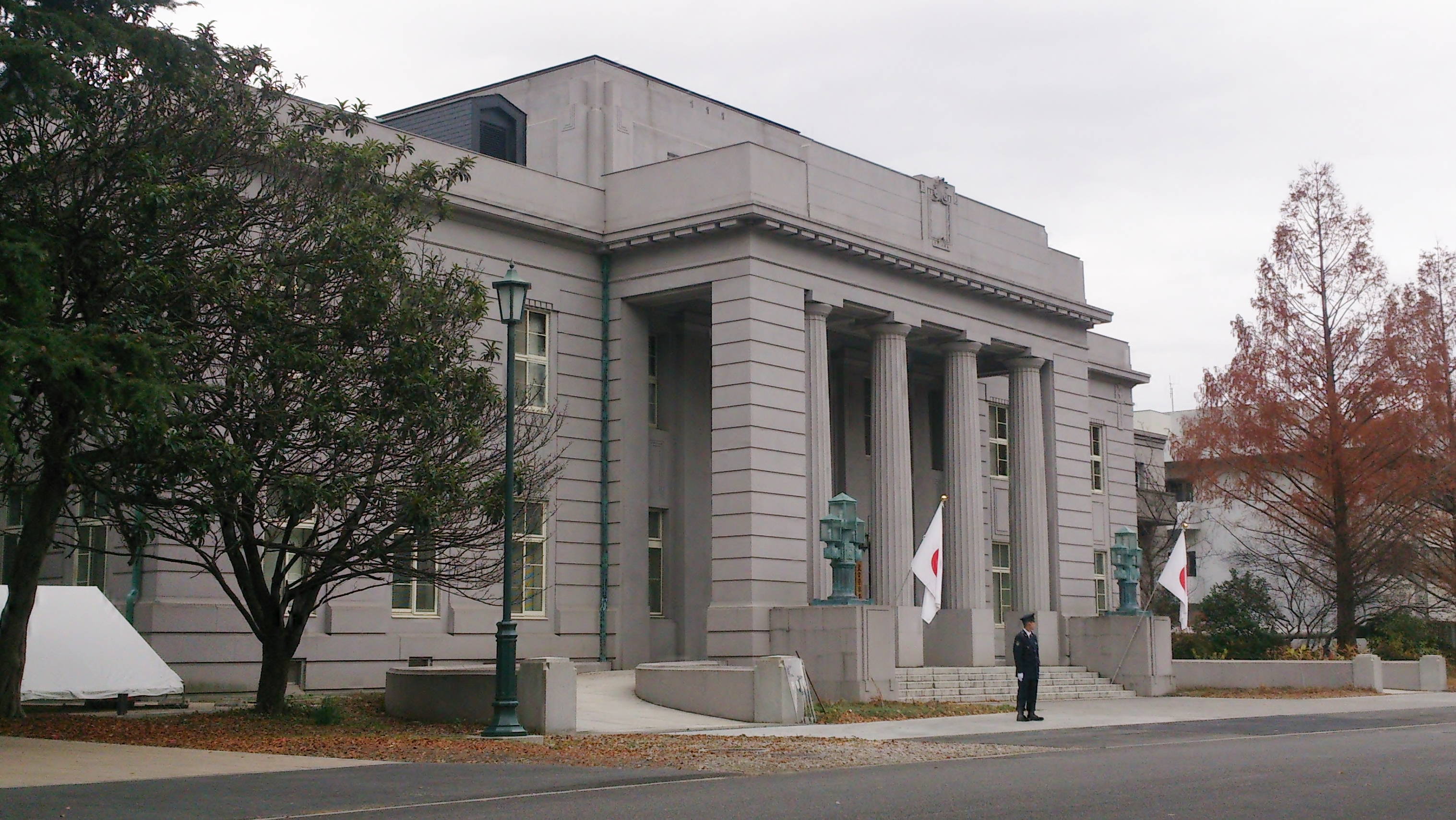
皇宮警察本部庁舎

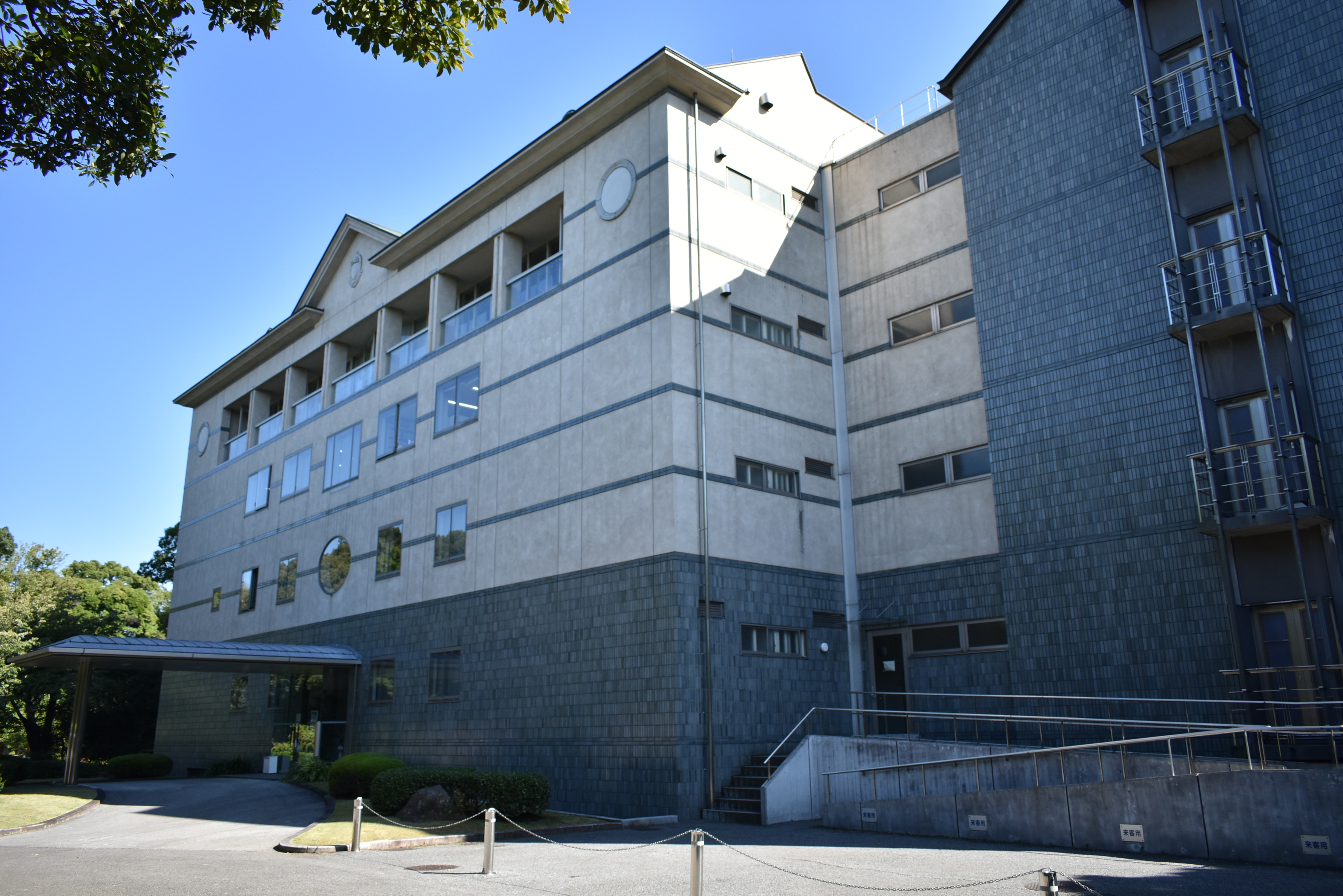
宮内庁書陵部

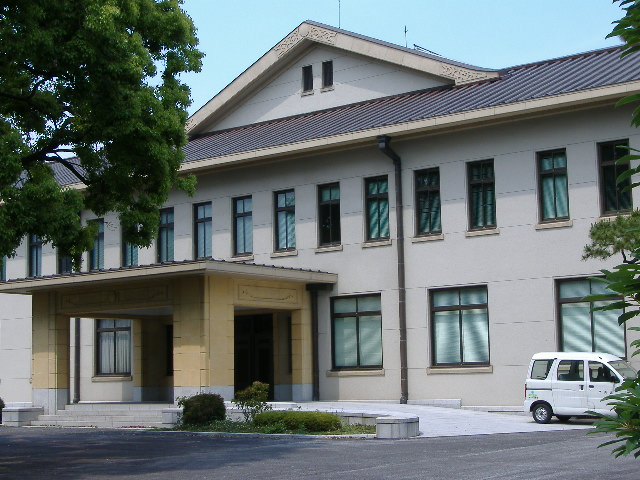
宮内庁楽部

御所
第125代天皇明仁一家の住居として建設された。吹上御苑内にあり、昭和天皇がゴルフ場として使用していた広芝の西部分に建てられ、建物は雁が群れて飛ぶように配されている。1991年（平成3年）10月に着工、1993年（平成5年）5月に竣工し、同年12月より使用が開始された。建物は地上2階、地下1階の鉄筋コンクリート造で、外観は銅板葺。延床面積は5,290平方メートル。設計は内井昭蔵による。
接遇部分（広間や御進講室、食堂、皇族休所など11室）や私室部分（居間や書斎、寝室など17室）、事務部分（侍従や女官の部屋など32室）がある。2階には天皇の「ご身位に伴う部屋」として、三種の神器のうち天叢雲剣の形代と八尺瓊勾玉を保管する「剣璽の間」・急な公務をするための「執務室」の2室がある。地下には巨大な倉庫があり、各国からの贈り物や思い出の品々が積まれている。接遇部分の「広間」や「小広間」では、国内外の賓客との会見や食事会、茶会などが行われる。
2019年（平成31年）4月30日以前の第125代天皇明仁の在位時は、天皇の住居として単に「御所」、退位後の同年（令和元年）5月1日から2020年（令和2年）3月30日までは、上皇の御所として「吹上仙洞御所」と称されていた。上皇が東京都港区高輪の仙洞仮御所（高輪皇族邸）に転居した後に改修工事が行われ、2021年（令和3年）9月に第126代天皇徳仁一家が赤坂御所から転居し、再び天皇の正式な住居としての「御所」となった。
吹上大宮御所（吹上御所）
生前の昭和天皇と香淳皇后の住居たる御所であり、「吹上御所」と称されていた。吹上御苑内にあり、昭和天皇の還暦を記念して1961年（昭和36年）に竣工した。2階建ての鉄筋コンクリート造で、外装は象牙色のタイル貼り、屋根は銅板葺。延床面積は4,088平方メートル。御文庫とつないで建てられている。
1階は居間や和室、食堂、書斎、書庫などで、2階は寝室や浴室となっている。「剣璽の間」は、寝室の隣に設けられていた。
昭和天皇の崩御後は「吹上大宮御所」と改称され、皇太后となった香淳皇后の住居として使用されていた。2000年（平成12年）の香淳皇后が崩御した後は使用されておらず、建物は宮内庁が管理している。
宮中三殿
皇祖天照大御神が祀られる賢所、歴代天皇・皇族が祀られる皇霊殿、天神地祇を祀る神殿の総称。宮中三殿に付随して新嘗祭の行われる神嘉殿や鎮魂祭が行われる綾綺殿などがある。
宮内庁庁舎
宮内庁内郵便局
生物学研究所
1928年（昭和3年）、昭和天皇が生物学の研究を行うために建設された施設。
現在は上皇明仁がハゼを始めとする魚類学の研究を行ったり、その年の新嘗祭を執り行う際に用いられる新穀米を栽培したりするなど多岐に亘って供用されている。米の栽培は職員の手を借りつつも、種まきから田植え、稲刈りまでを自ら行なっている。
かつては「生物学御研究所」とも称されたが、2008年（平成20年）10月に明仁天皇（当時）の意向により、「御」が外されて現名称に統一されている。なお明仁天皇自身は単に「研究所」と呼んでいる。
紅葉山御養蚕所
1914年（大正3年）に貞明皇后の命により建てられ、以来、歴代皇后が蚕を飼育している施設である。
御養蚕所で飼われる蚕から出来た絹製品は、主に皇室の儀典用衣裳等に用立てられる。
皇居東御苑
1968年（昭和43年）10月1日から宮中行事に支障のない限り一般に公開されている。平成以降、大嘗祭の会場となる「大嘗宮」（悠紀殿・主基殿）は苑内の本丸地区に設営されている。
三の丸尚蔵館
皇室に受け継がれた美術品が1989年（平成元年）6月に国に寄贈されたことから、これを保管・展示・研究するために建てられた。1993年（平成5年）11月3日に開館した。
桃華楽堂
香淳皇后の還暦を記念して建てられた今井兼次設計の音楽堂。1966年（昭和41年）2月に建てられる。内装及び、外装には８種類のモザイク壁画が描かれる。名称は香淳皇后のお印「桃」や画号「桃苑」にちなむ。
皇宮警察本部庁舎
1886年（明治19年）、当時の宮内省にて皇宮警察署として誕生したのが最初。
宮内庁書陵部庁舎
1949年（昭和24年）に当時の宮内府から図書寮の職務を引き継いで設置された部署で、内部には歴史的・文化的資料、学術研究用資料の管理を行う図書寮文庫と、特定歴史公文書等の管理を行う宮内公文書館とがそれぞれ設置されている。
宮内庁楽部庁舎
雅楽の保存や演奏、演舞などを担当する楽部の庁舎で、毎年秋に雅楽演奏の一般公開が行われている。また、皇居参観にて一般参観コースから目視できる建造物のひとつでもある。
宮内庁病院
1964年（昭和39年）竣工。1987年（昭和62年）から翌1988年（昭和63年）に設備機器の改修を、2012年（平成24年）に設備機器・ダクト・配管の経年劣化に対処する改修を行っている。
鉄筋コンクリート造の2階建てで、診療科目は内科、外科、産婦人科、皮膚泌尿器科、眼科、歯科、耳鼻咽喉科、放射線科の8科目となっており、内部では皇室用と一般用で玄関および病室が区切られている。

### ギャラリー

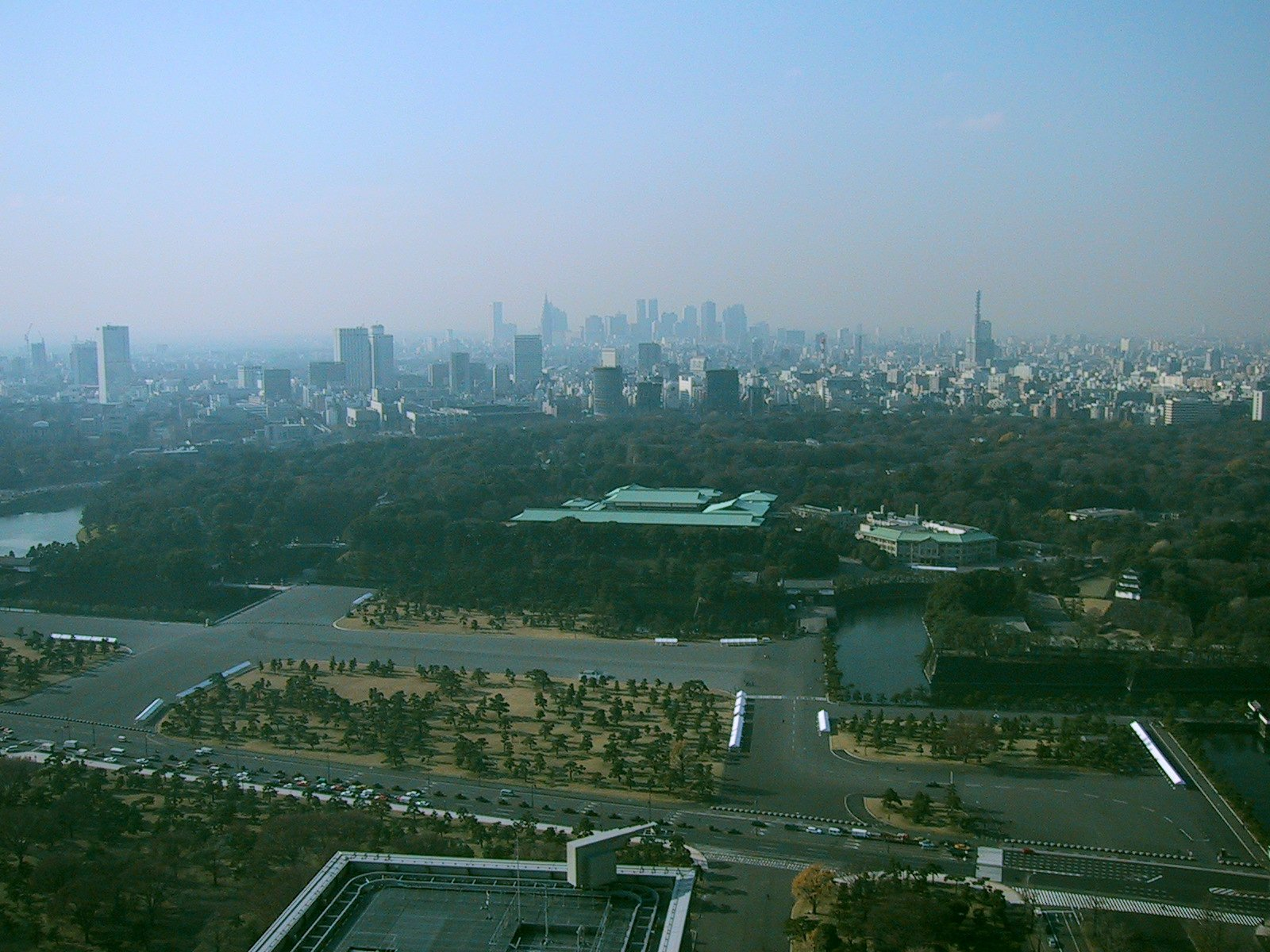
皇居前広場と皇居。宮殿や宮内庁庁舎が見える。
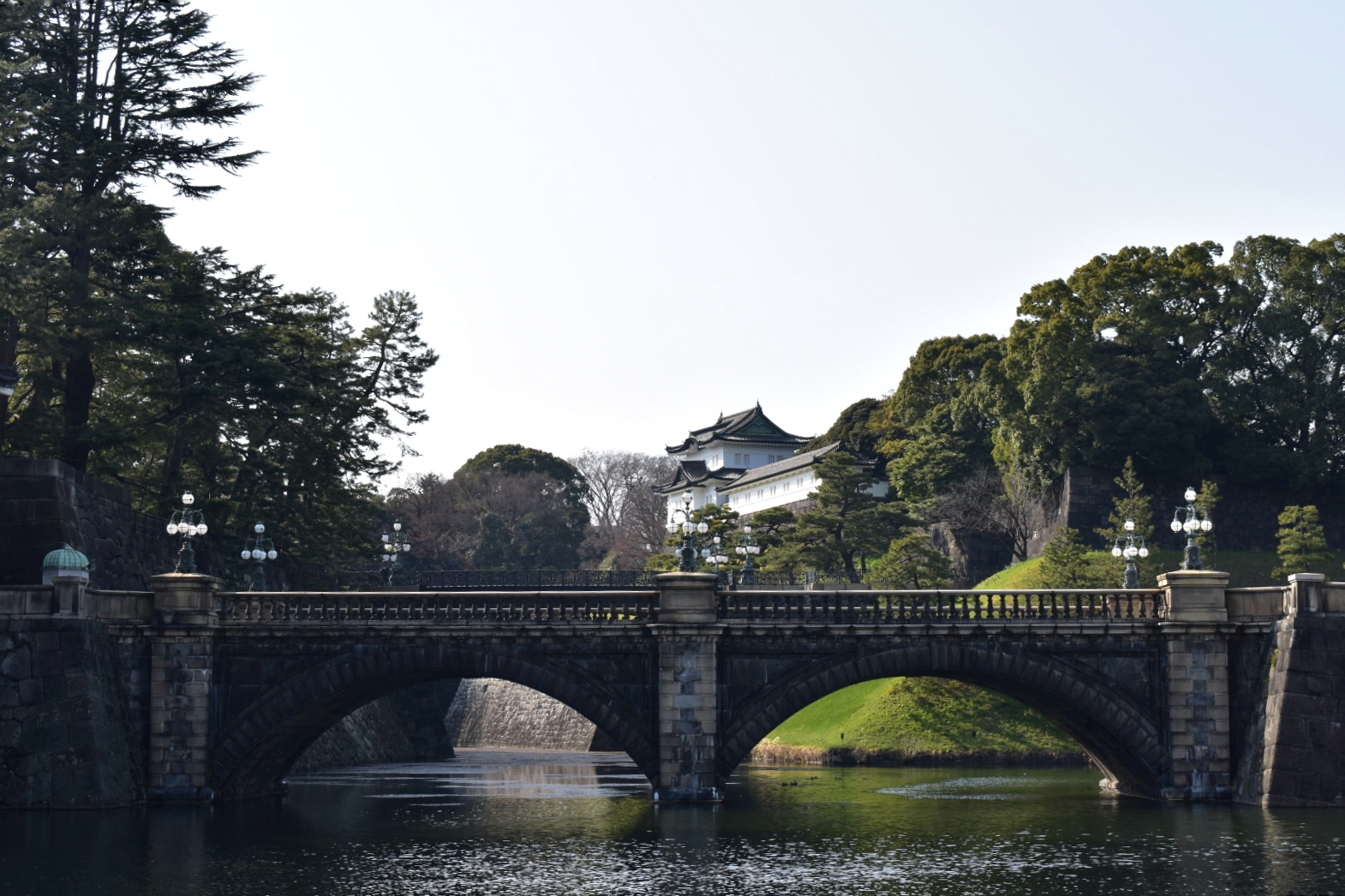
正門石橋と伏見櫓
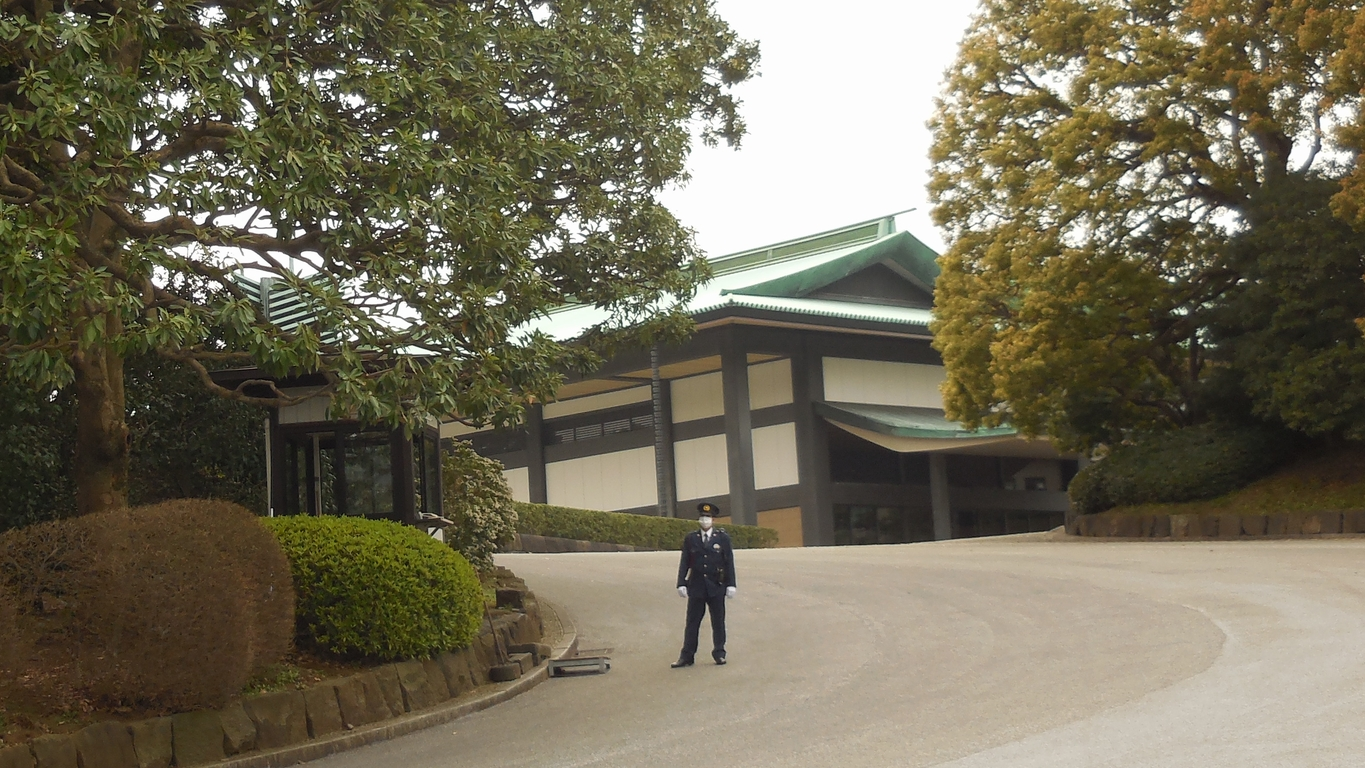
塔の坂と宮殿北車寄
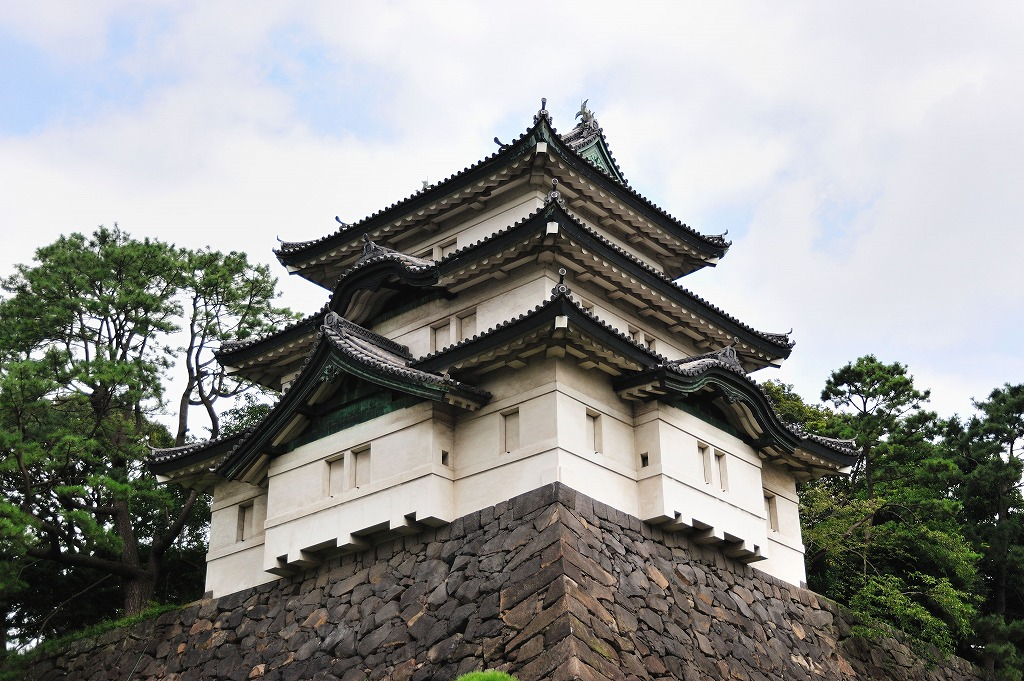
富士見櫓
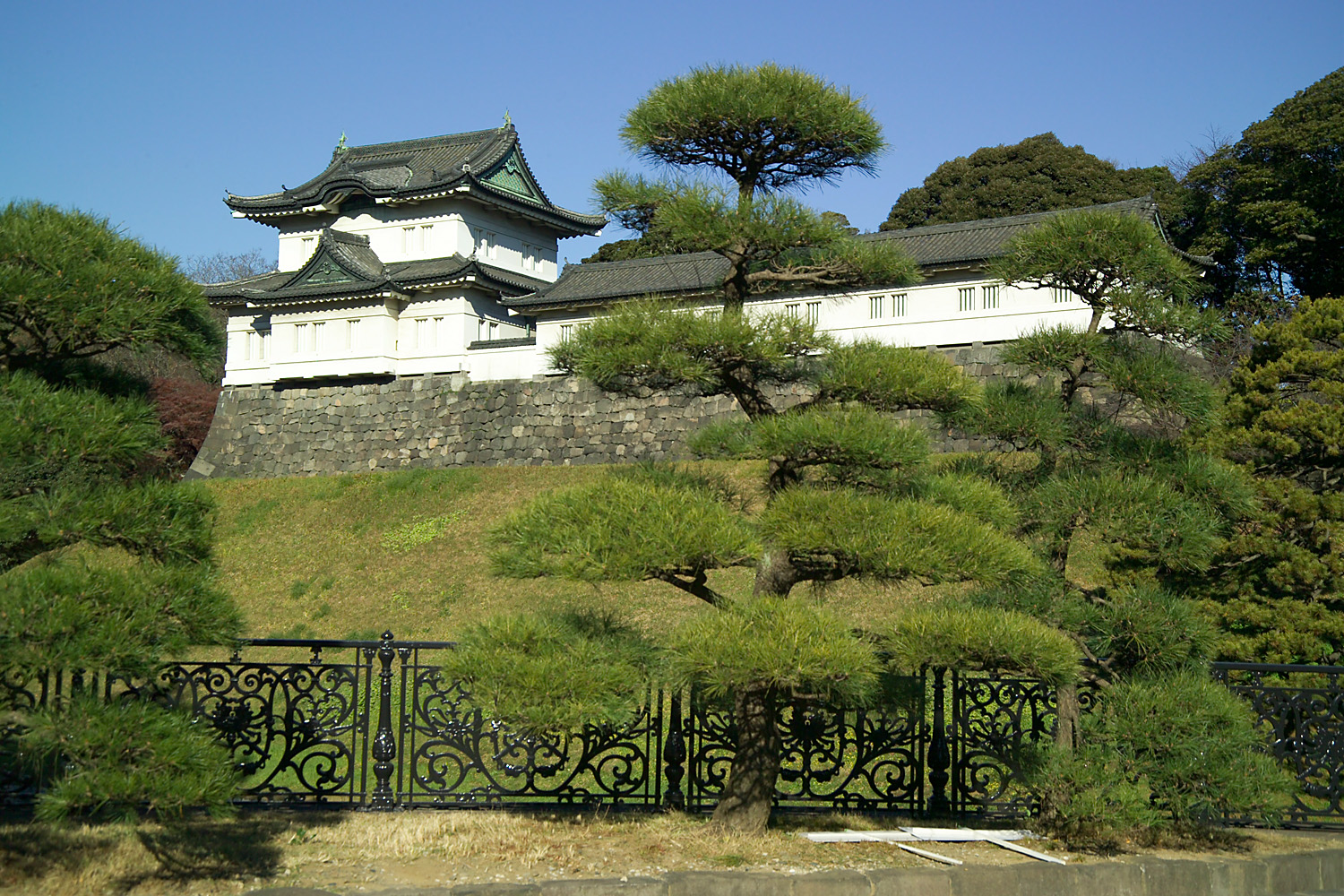
伏見櫓と伏見多聞
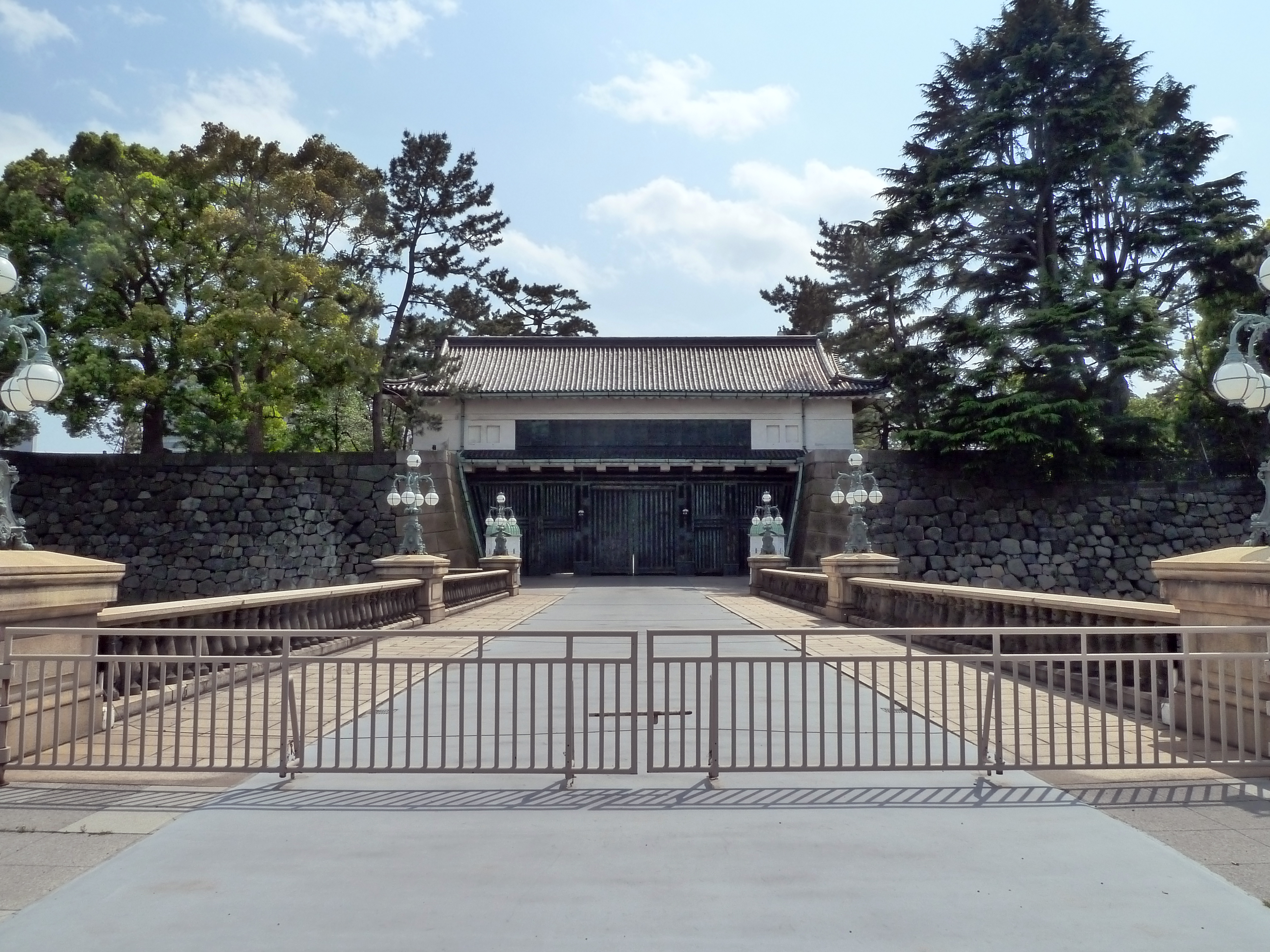
皇居正門（手前は正門石橋）
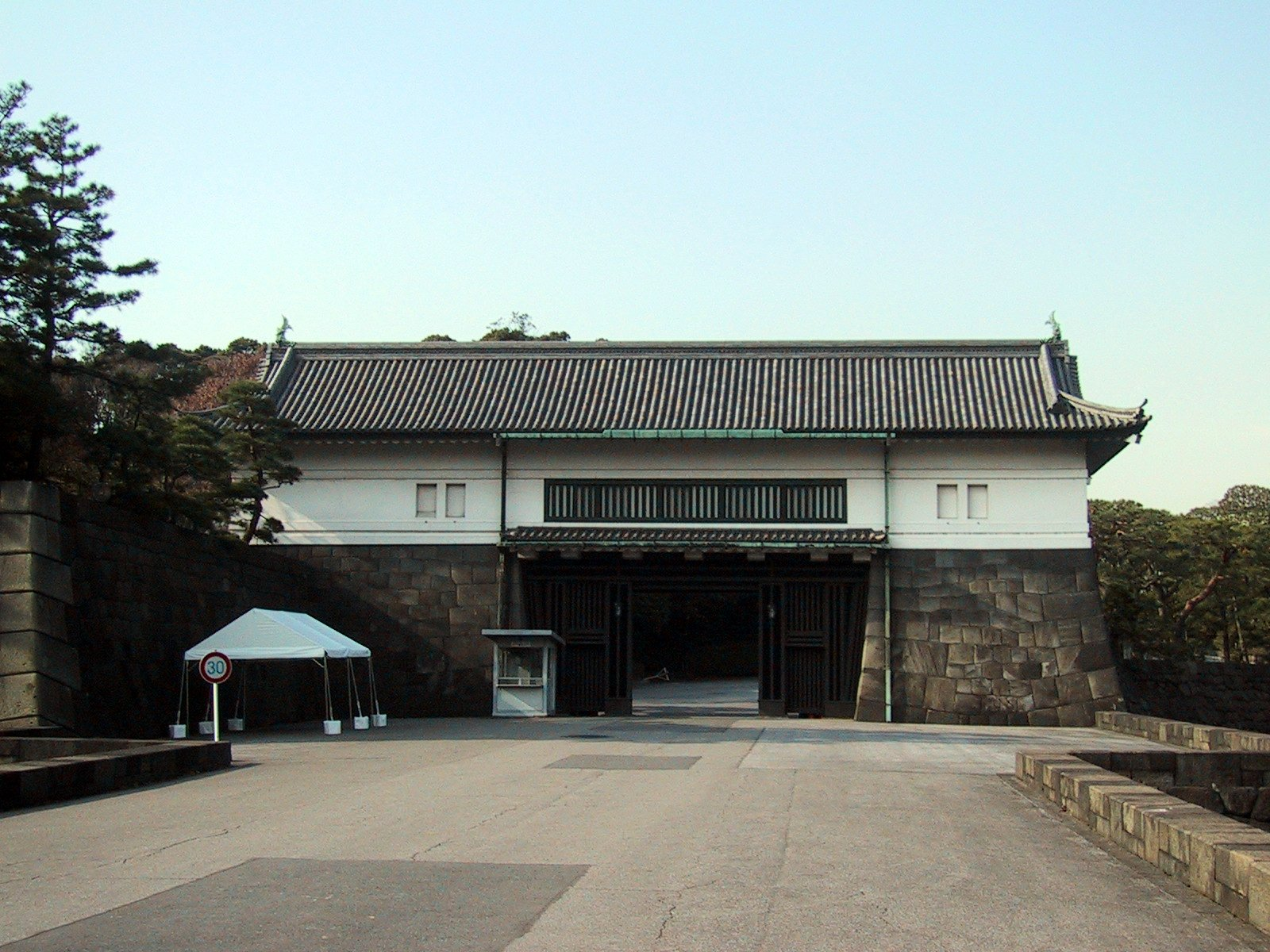
坂下門
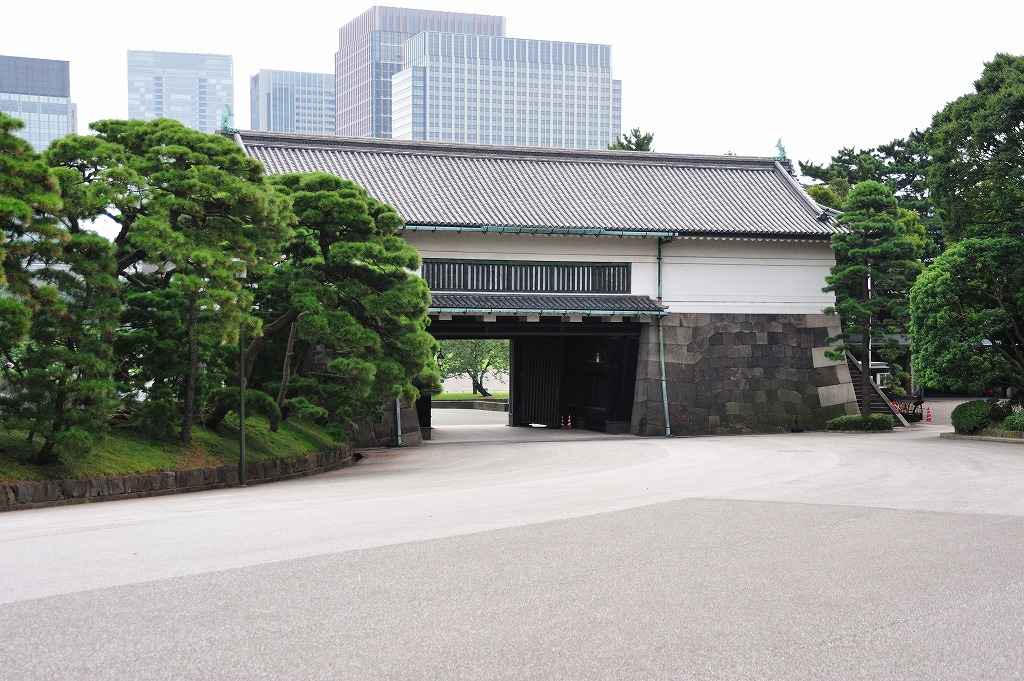
皇居内から見た坂下門
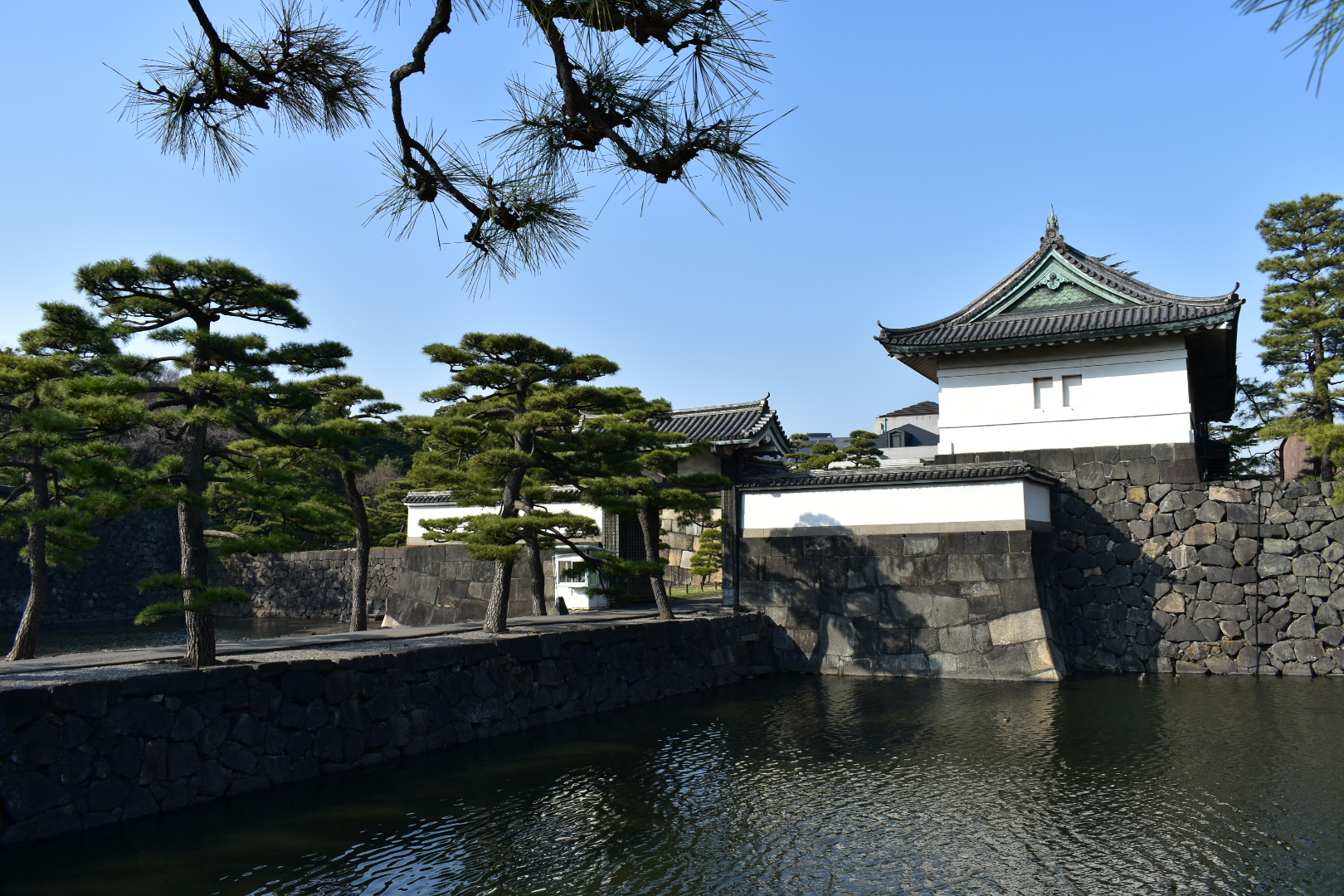
桔梗門
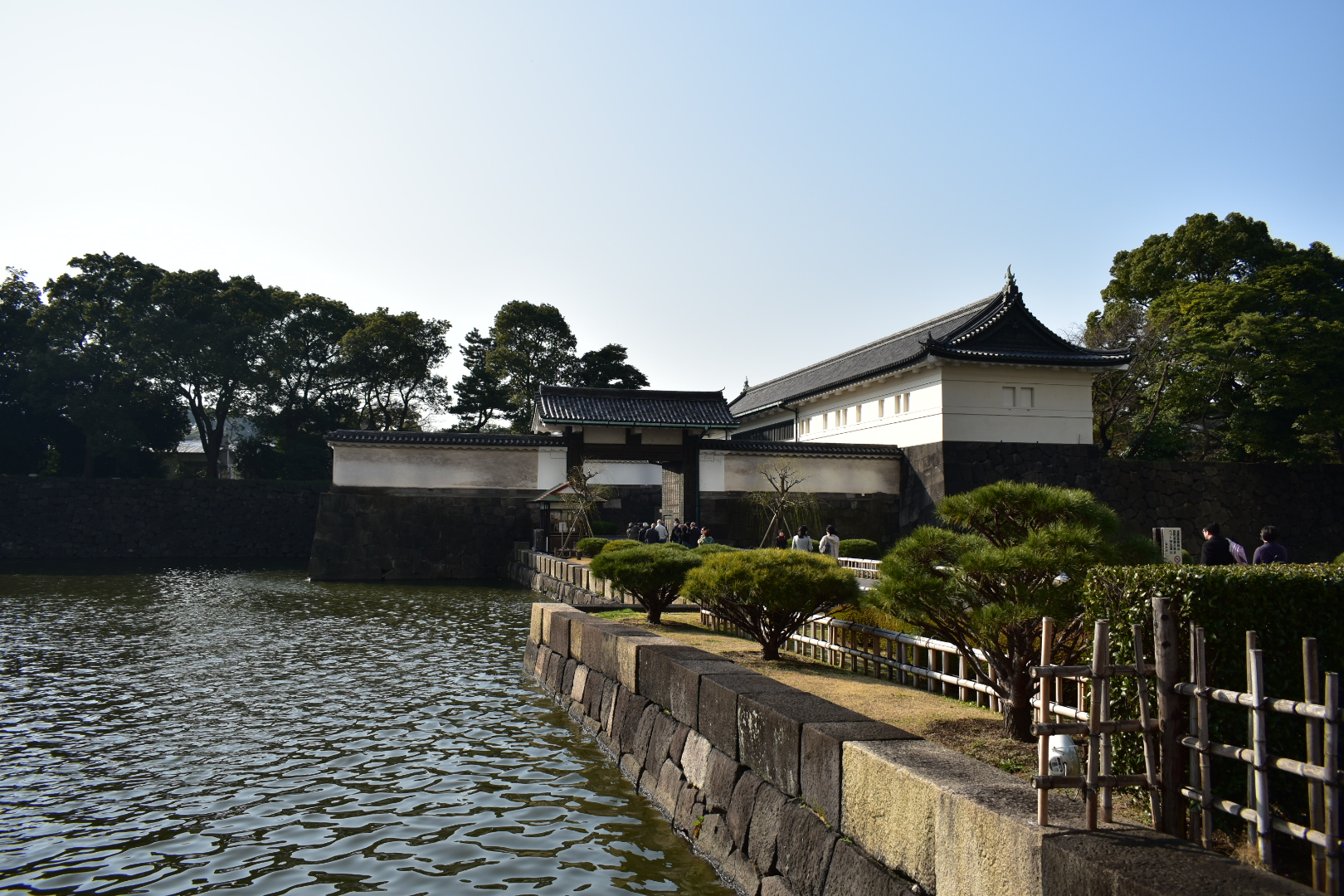
大手門
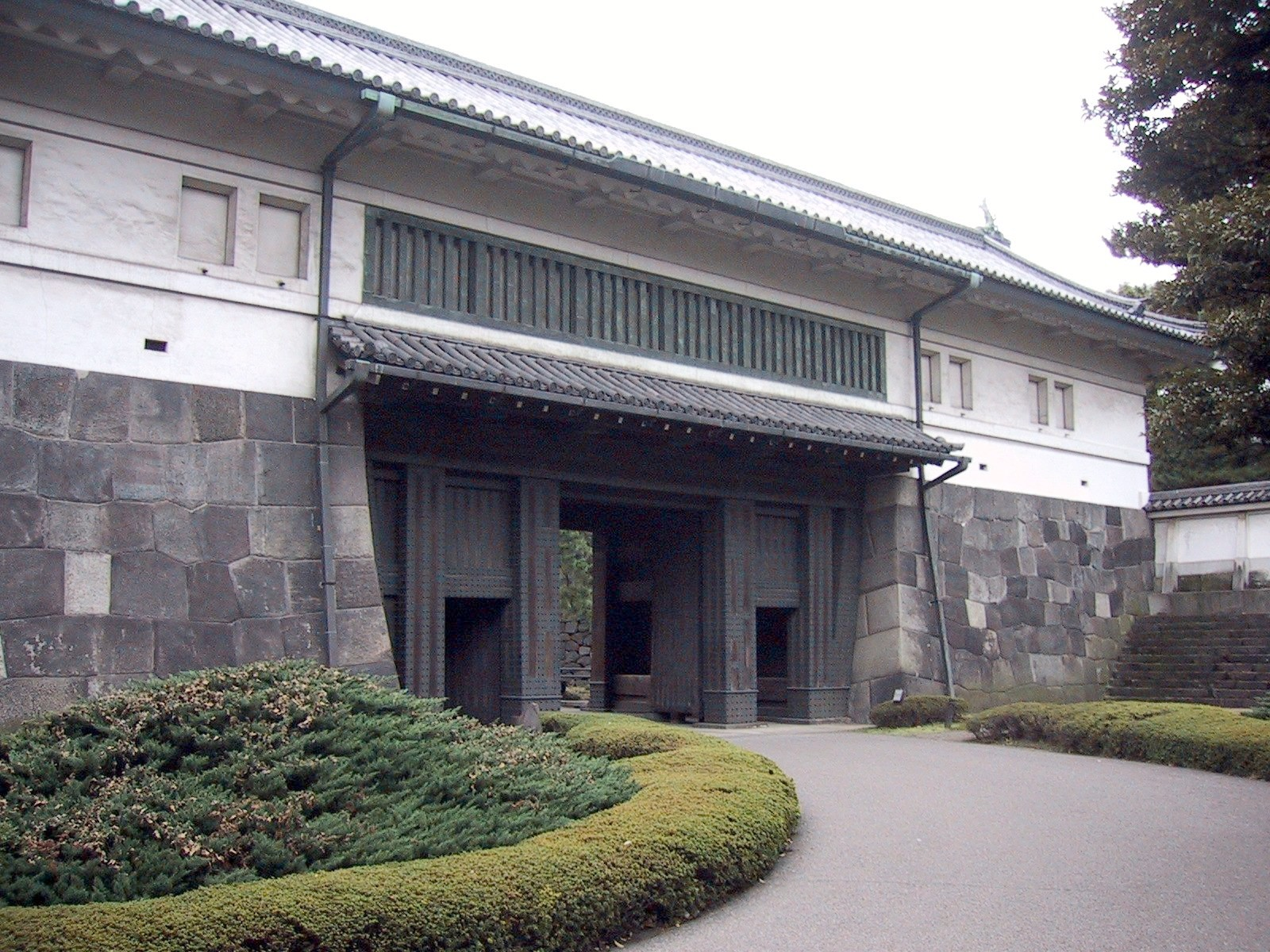
平川門
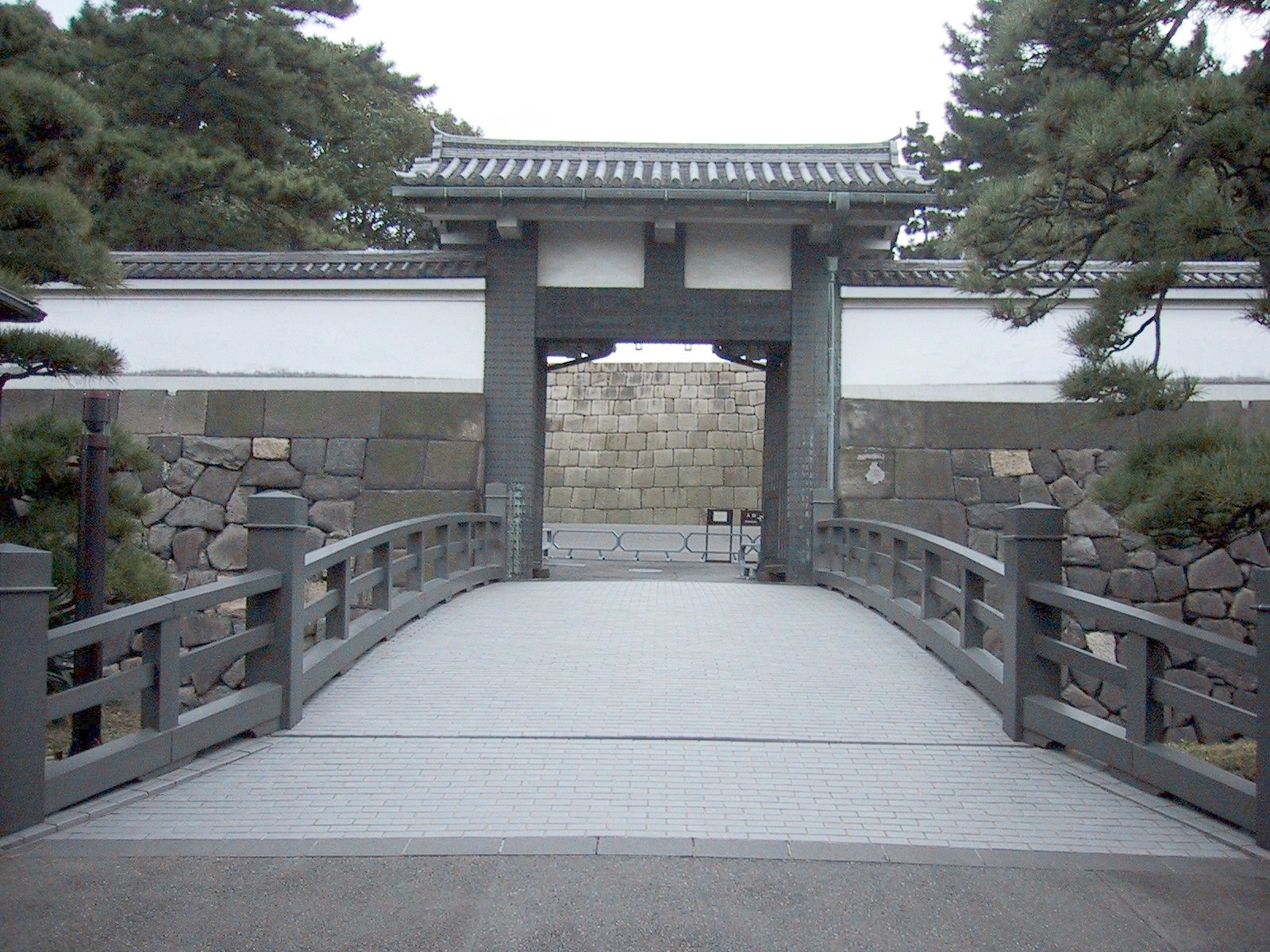
北桔橋門
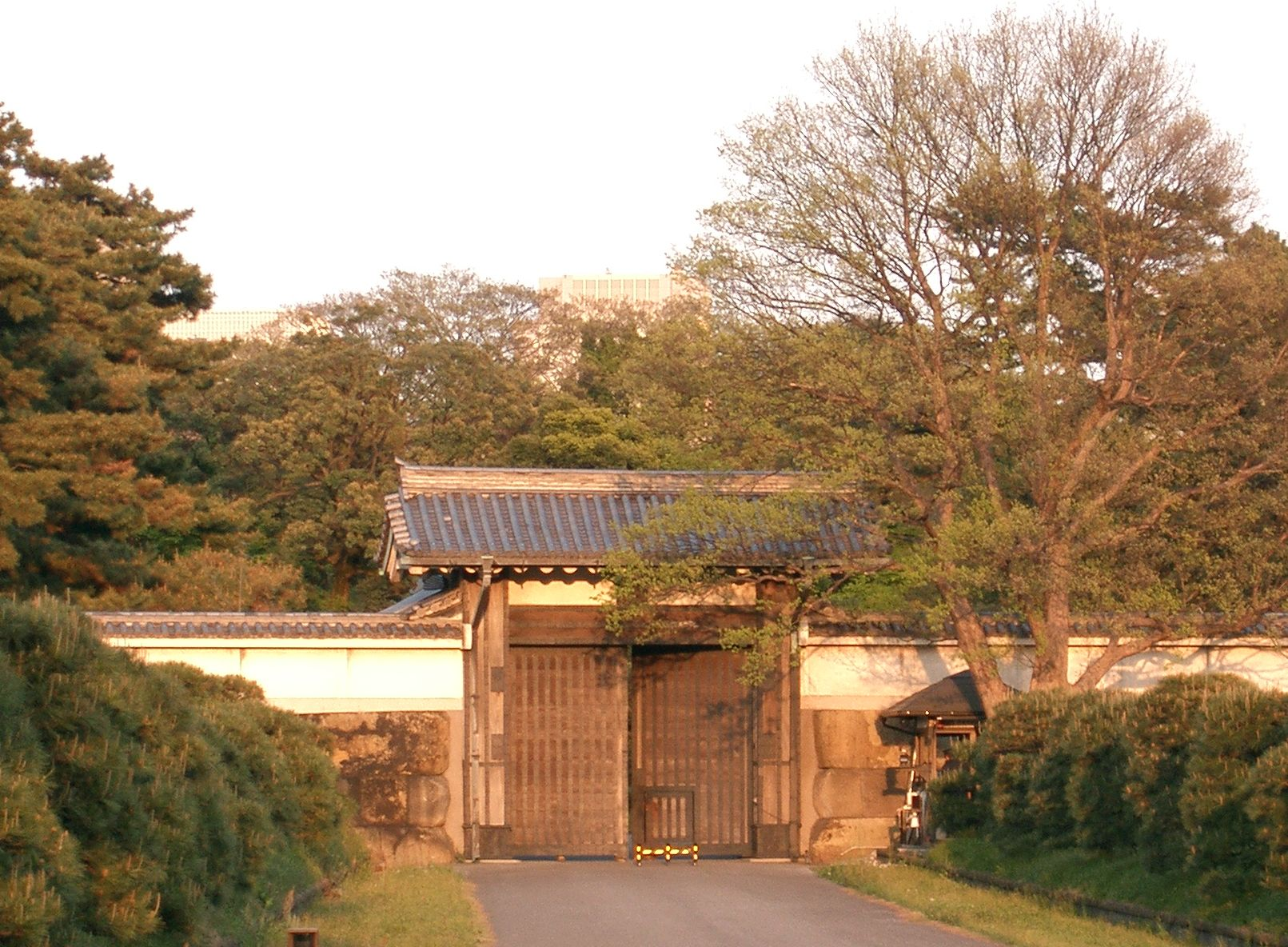
半蔵門
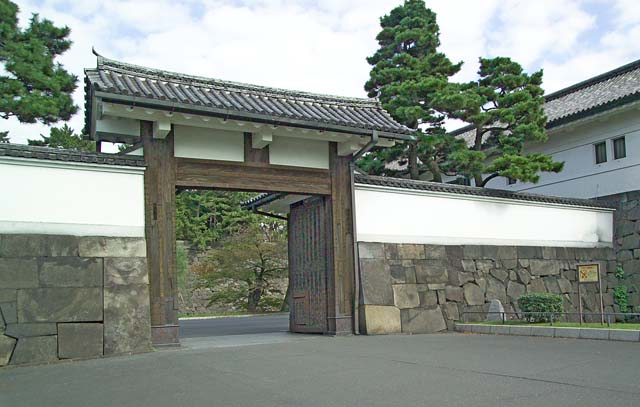
桜田門（高麗門、重要文化財）
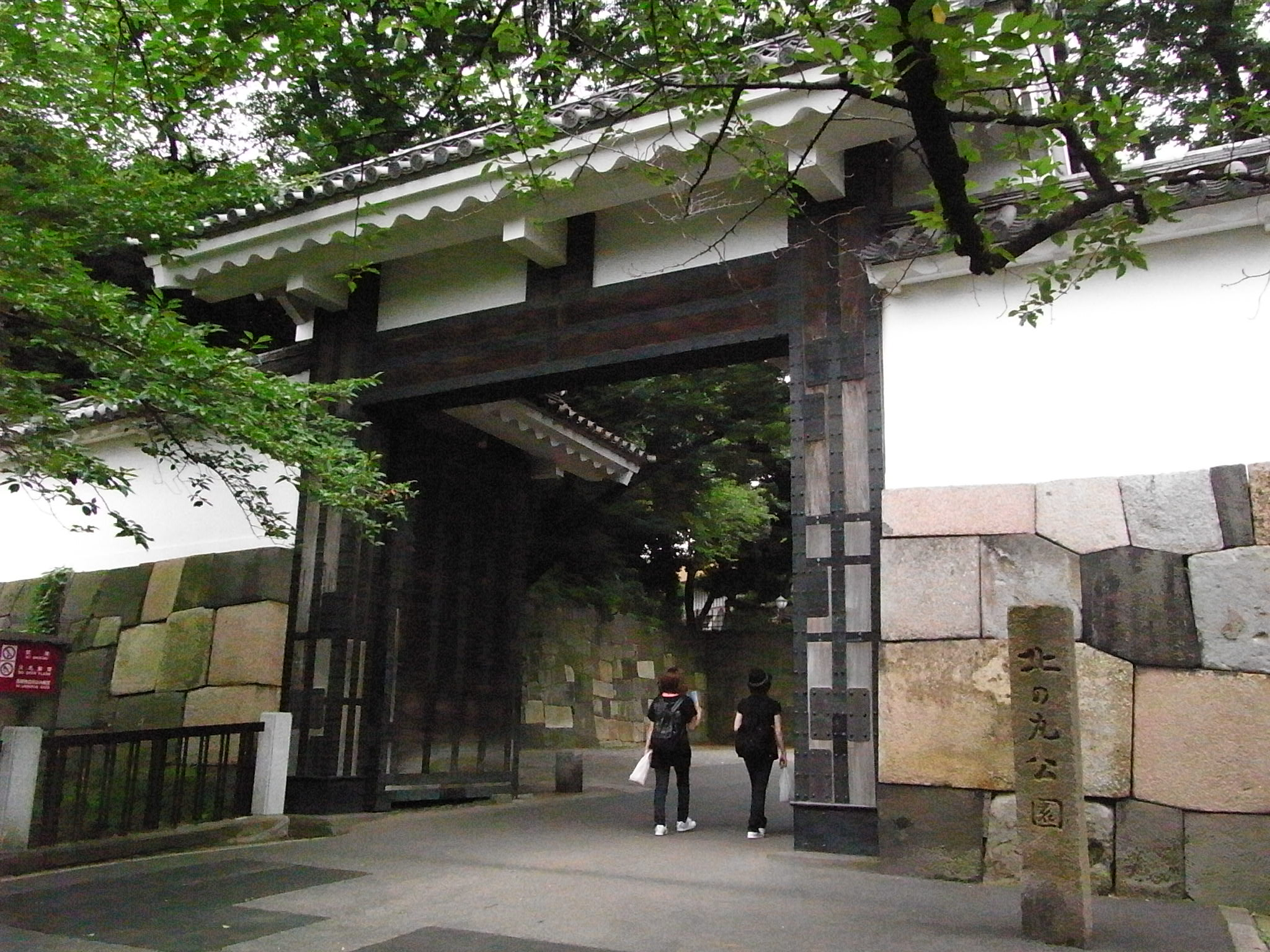
田安門（重要文化財 2009年7月13日撮影）
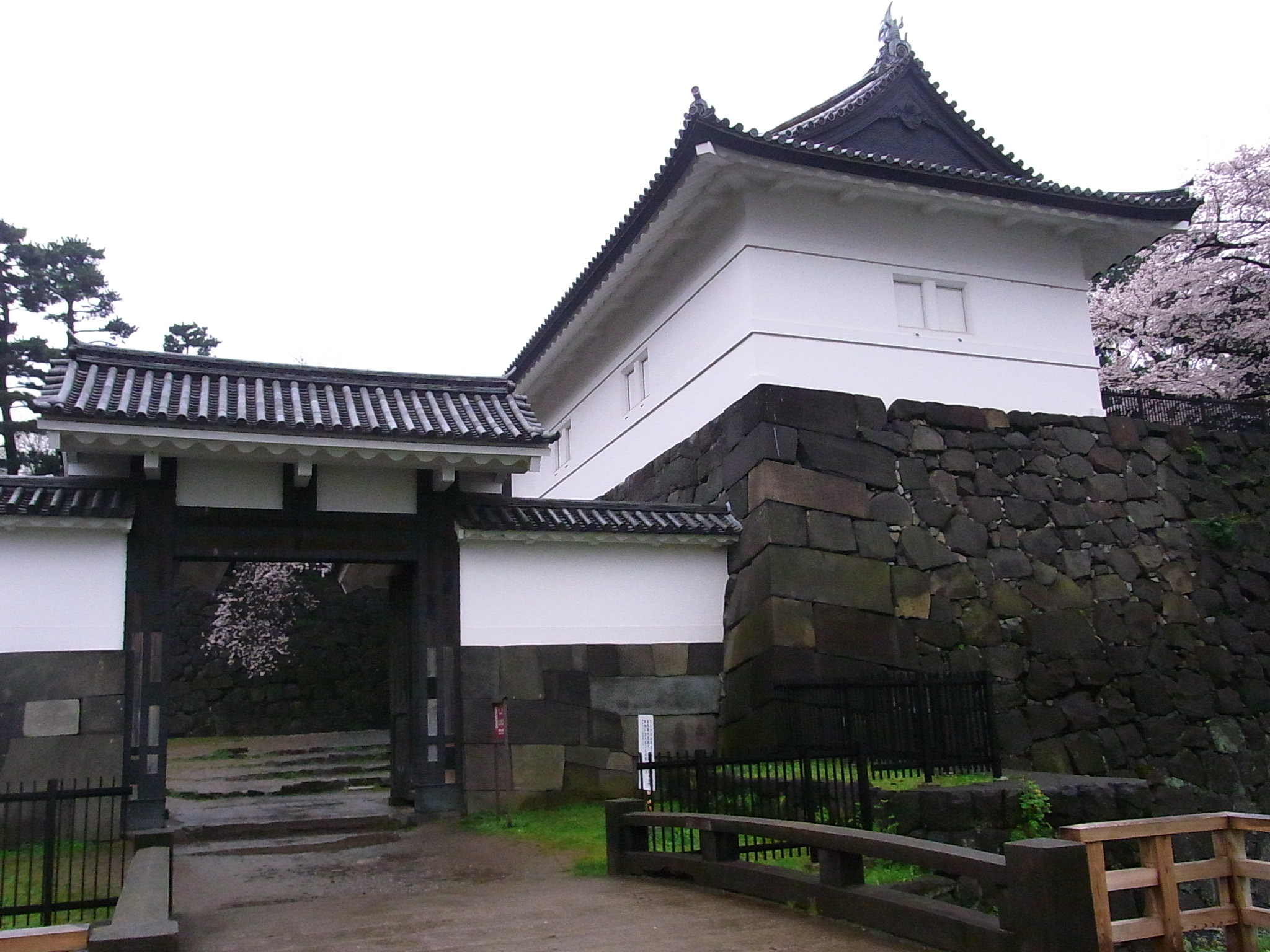
清水門（重要文化財 2010年4月5日撮影）
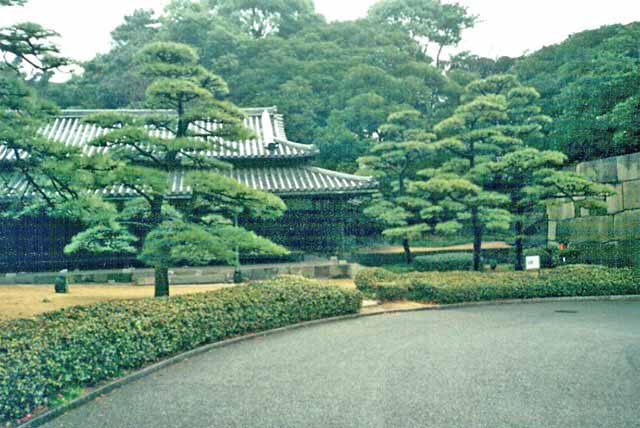
東御苑内、建物は大番所
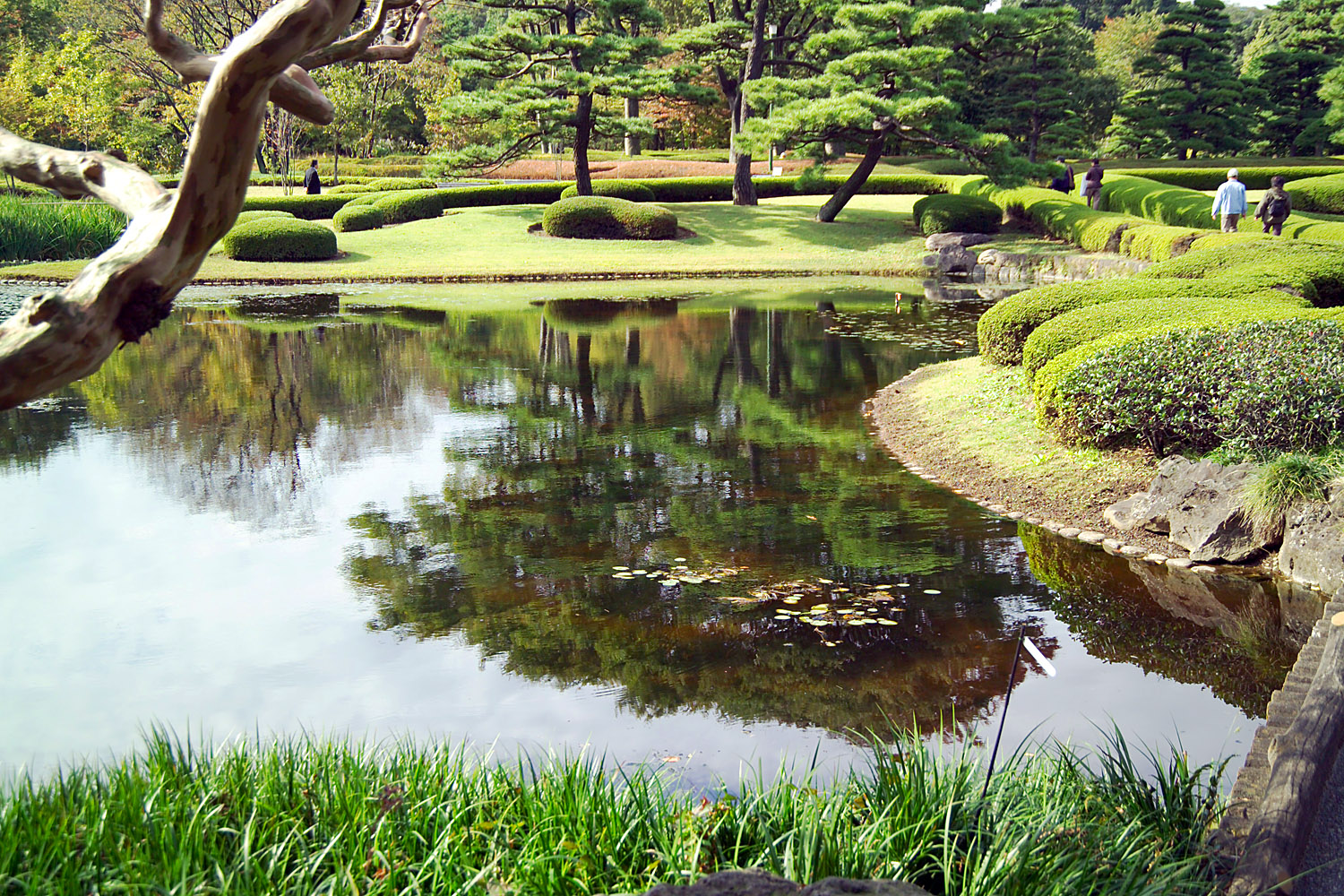
東御苑の二の丸庭園
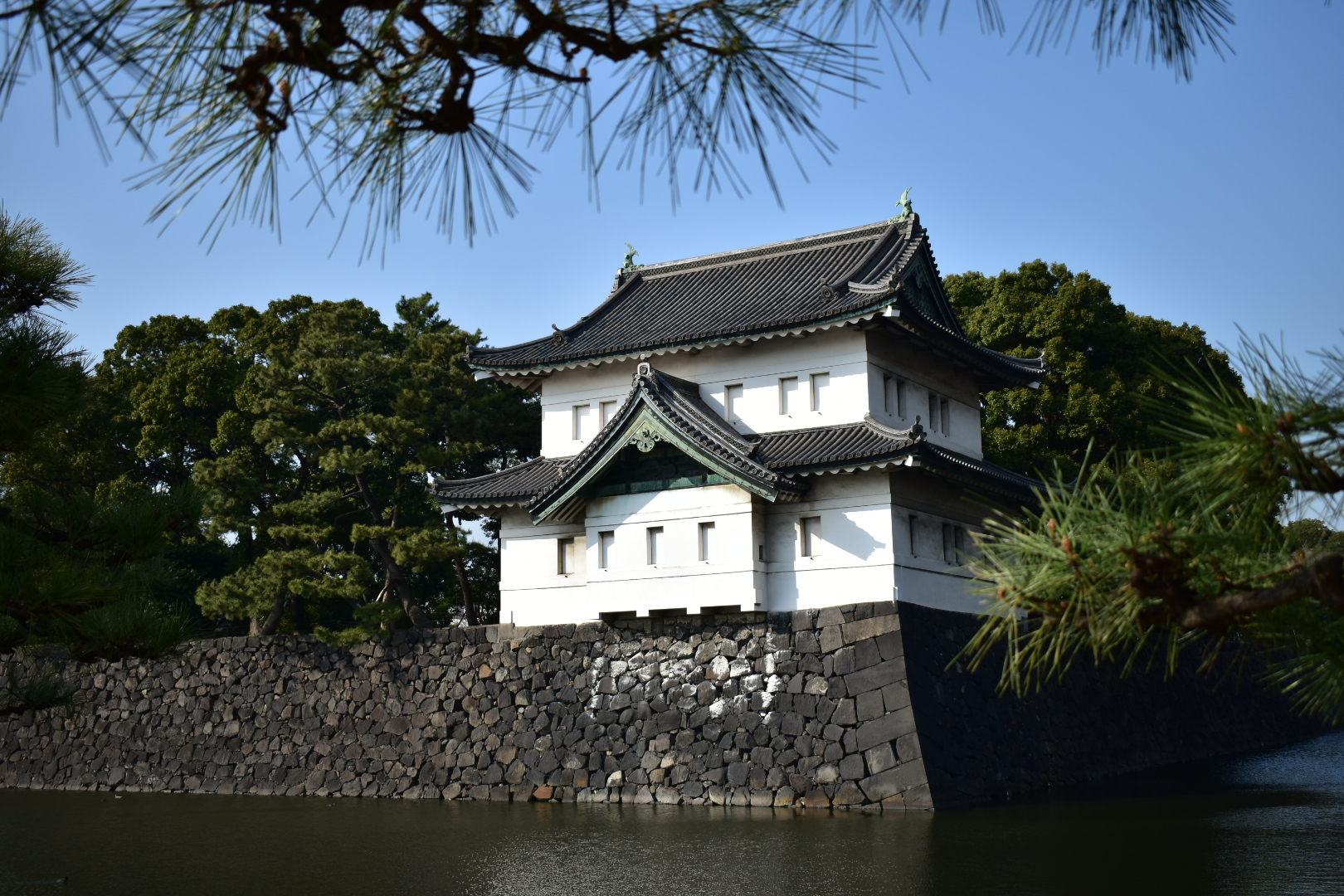
巽櫓
長和殿
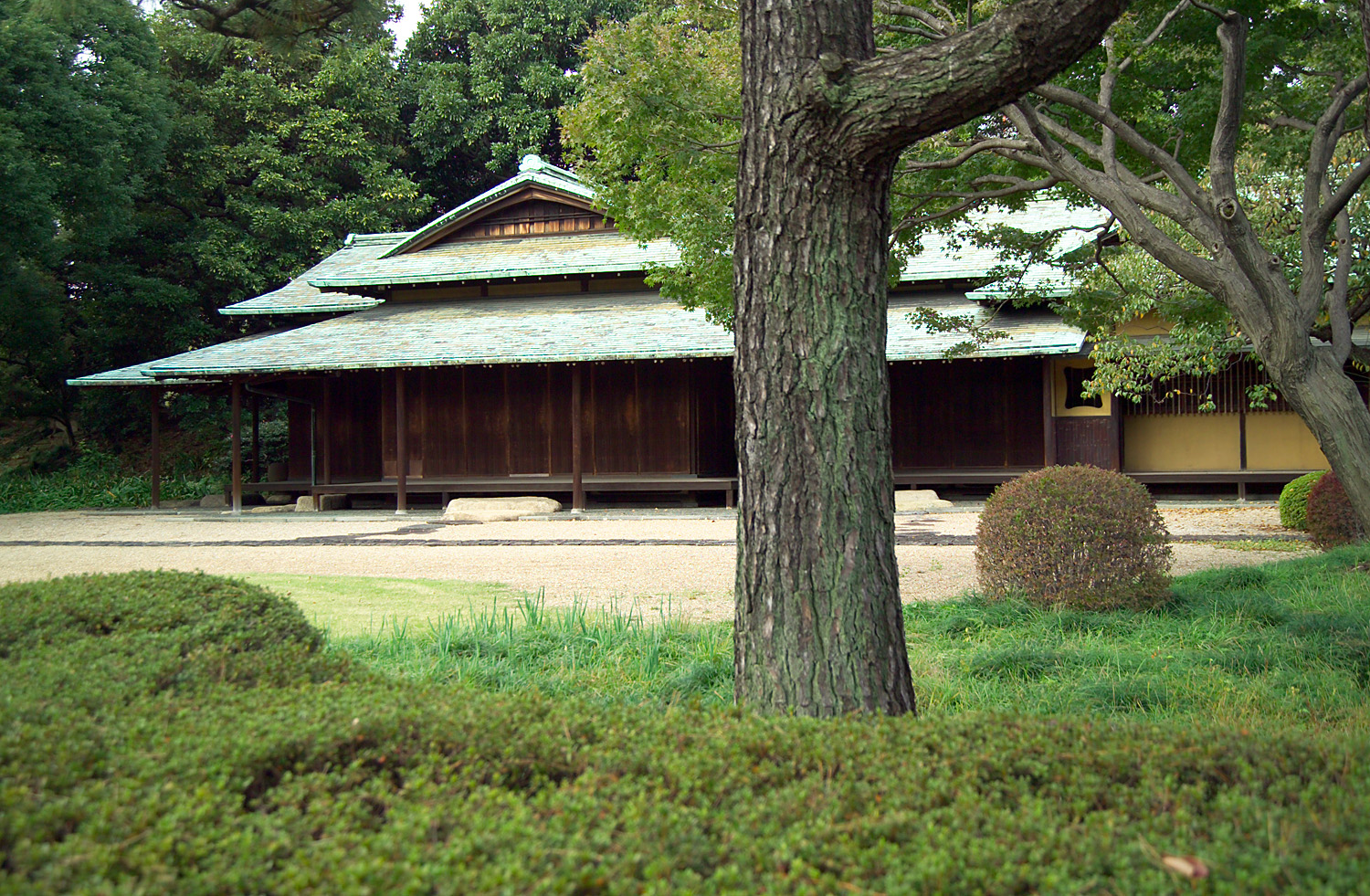
諏訪の茶屋

## 皇居の自然環境
江戸時代以降に開発が進んだ東京都心の他地区と異なり、皇居は江戸城時以降の自然が残り、貴重な生態系が維持されている。皇居の森を中心とする広大な緑地と、水中生物が隠れやすい石垣や水草が多い堀（濠）が一体となっているうえ、釣りなど人間による採捕活動が制限されているため、植物と昆虫類、魚介類、鳥類、哺乳類を含む陸上動物などの間で食物連鎖が成立し、絶滅危惧種を含む生物多様性が保全されている。

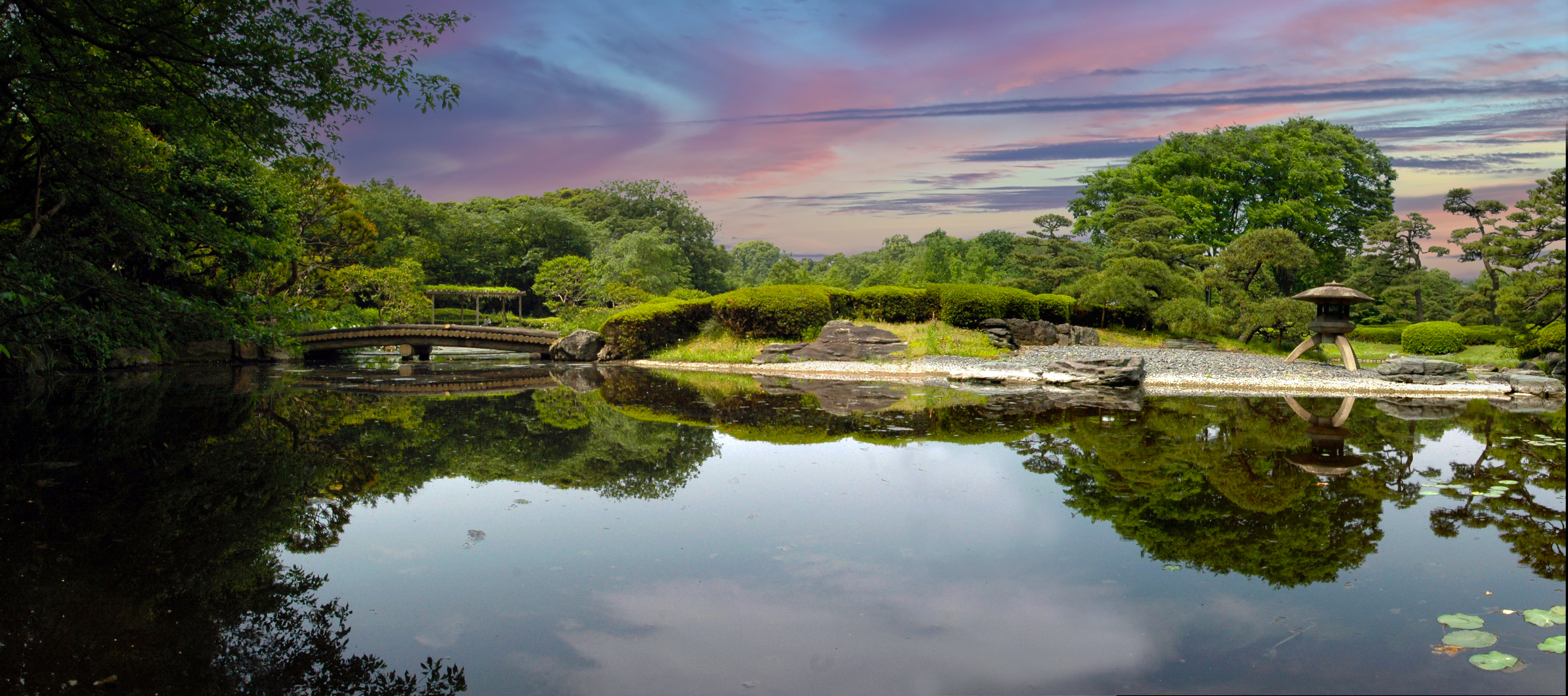
皇居東御苑

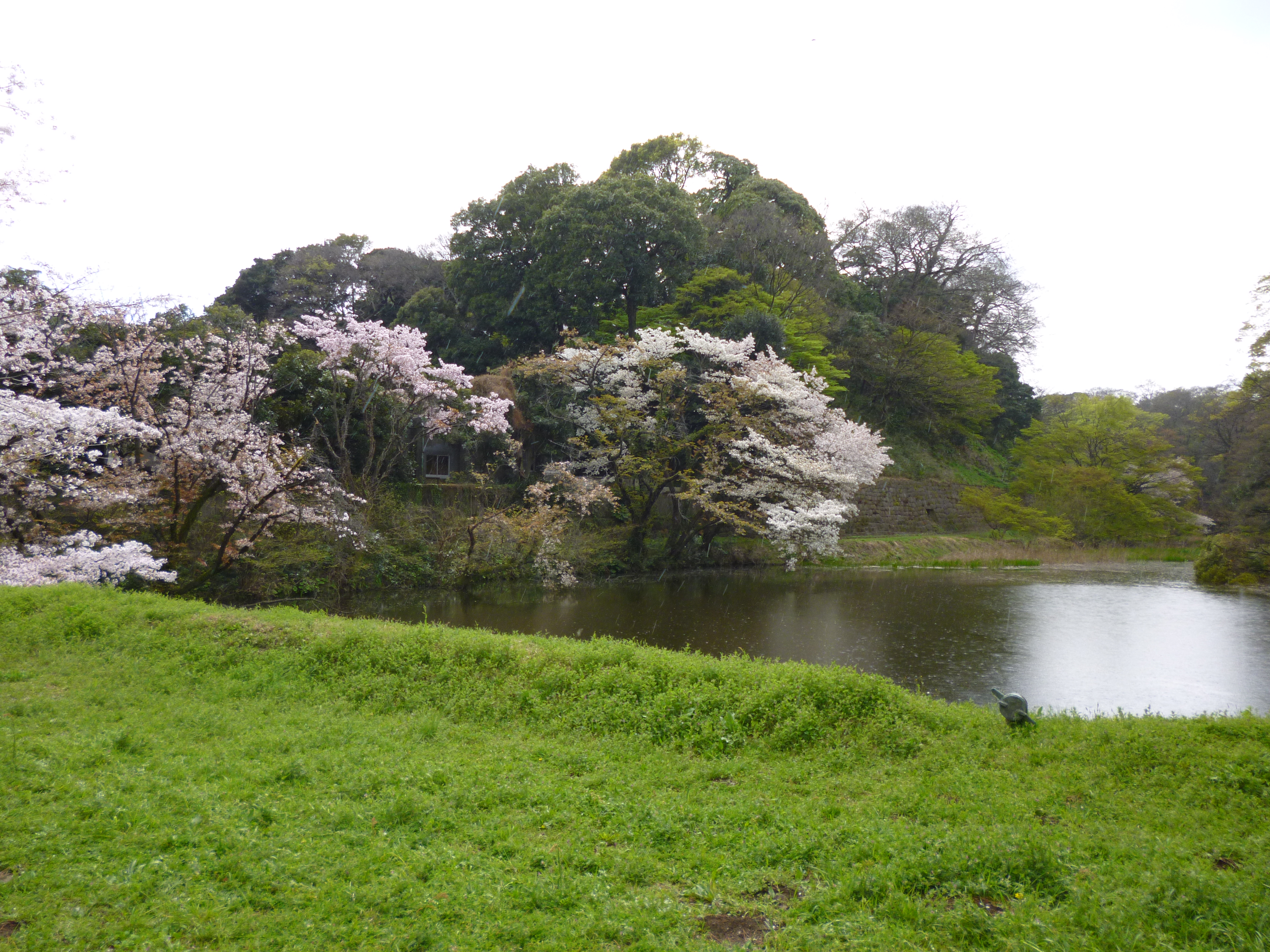
生物の宝庫である下道灌濠

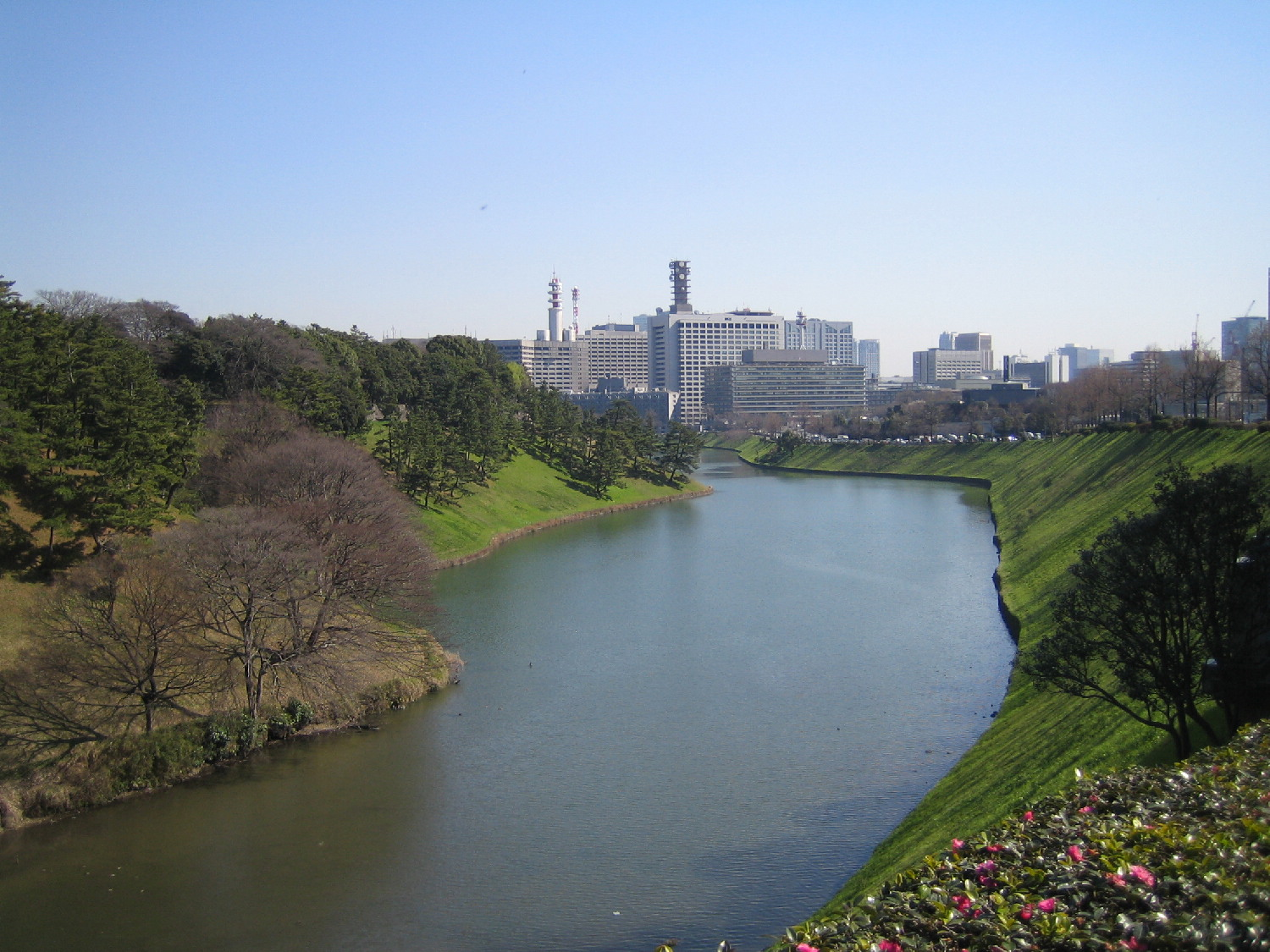
堀

一方、皇居の自然には外部からの影響が及ぶこともあった。日露戦争の祝勝会では、濠に数万匹のホタルの幼虫が放されたことがあり、1908年（明治41年）頃には、竹橋から和田倉門あたりまで蛍狩りで賑わうほどになった。また、関東大震災の復興過程で、1924年（大正13年）頃には、ビル暖房から出る煤煙により枯れ木が目立つようになったほか、第二次世界大戦時の1945年（昭和20年）にはアメリカ軍の空襲に遭った。
吹上御苑と道灌濠周辺で行われた国立科学博物館による1996 - 2000年度と2009 - 2013年度の二回の調査で、植物2077種、動物6375種の生息が確認されている。フキアゲニリンソウ（草）やニホンコシアカハバチ（蜂）のような新種が発見されたほか、イシカワモズク（藻）やヒロクチコギセル（貝）といった絶滅危惧種も保全されている。一方で、アカボシゴマダラ（蝶）やスズミグモ（蜘蛛）のような外来種の侵入も確認された。
大型動物としては、タヌキが1990年代半ばから宮内庁や皇宮警察の職員に目撃されるようになった。明仁天皇の発案で、宮内庁と国立科学博物館が2006年度から糞の分析による餌の解明や、6匹を一時捕獲して発信器を付けての行動追跡といった調査を行い、2008年と2016年に明仁天皇を共同執筆者とする論文にまとめられている。
こうした調査から、太田道灌の遺徳を偲び道灌時代の遺構に手を加えなかった伝承の信憑性や、明暦の大火後に防火帯として整備した庭園に古い生態系が閉じ込められたこと、2003年に始まった東京都によるディーゼル車規制条例の効果が現れている可能性、地球温暖化（ヒートアイランド）が進行していることなどが示唆された。
皇居周辺の堀では、管理する環境省が桜並木の手入れ、ヘイケボタルの放流といった環境保全・改善を進めている。
また、皇居の自然に触れることにより国民の自然への理解を深めるため、宮内庁ではみどりの月間の一環として、吹上御苑内で「自然観察会」を開催している。

### 内濠・外濠
内濠
- 清水濠
- 牛ヶ淵
- 千鳥ヶ淵
- 蓮池濠
- 平川濠
- 乾濠
- 天神濠
- 大手濠
- 蛤濠
- 上道灌濠
- 下道灌濠
- 白鳥濠
- 日比谷濠
- 和田倉濠
- 二重橋濠
- 桜田濠
- 凱旋濠
- 半蔵濠

外濠
- 外濠
- 牛込濠
- 新見附濠
- 市ヶ谷濠
- 弁慶濠
- 四谷濠（真田濠）
- 飯田濠

## 現皇居（旧江戸城）の歴史

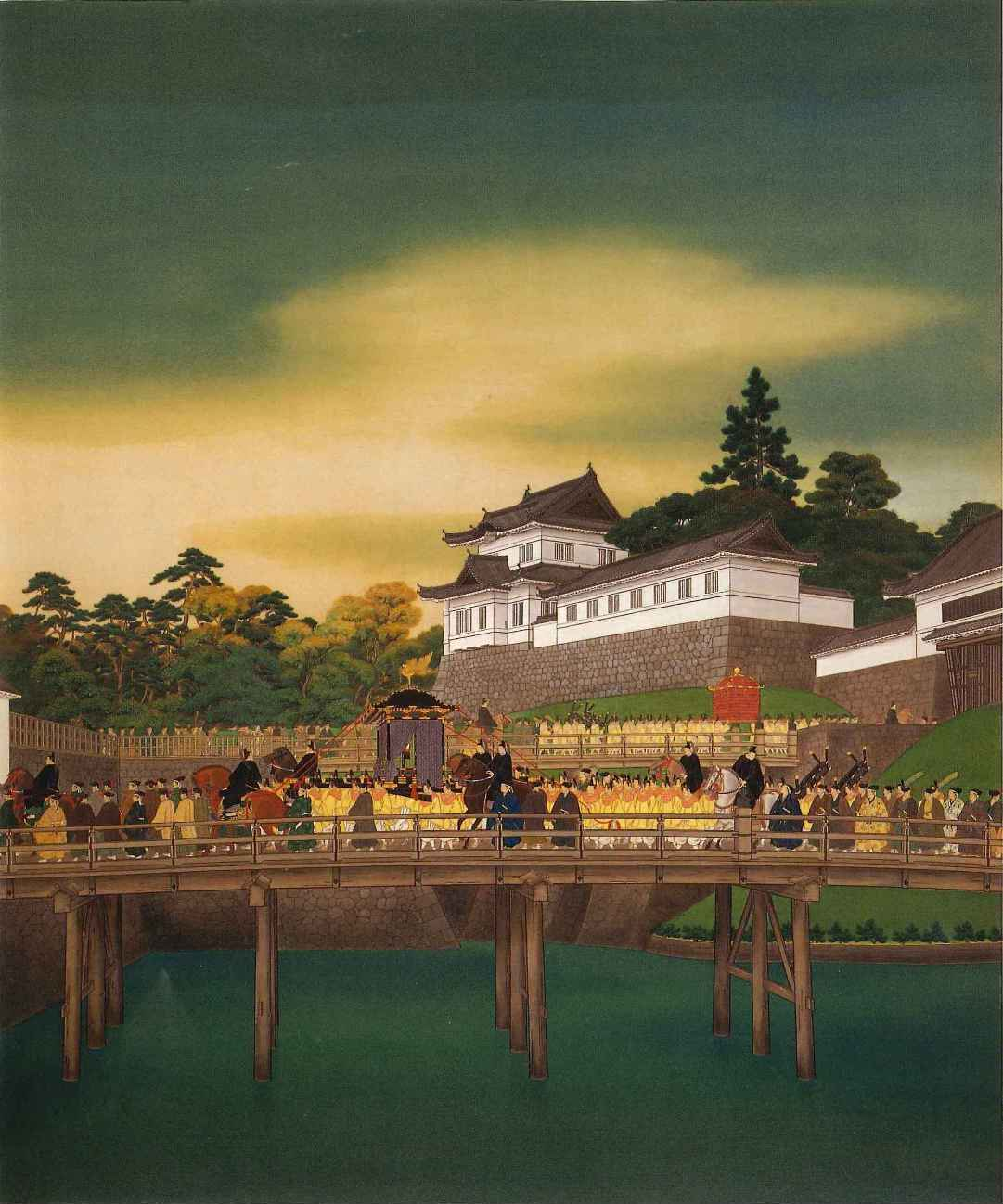
明治天皇の東京行幸（聖徳記念絵画館壁画「東京御着輦」）

1868年（明治元年）10月、明治天皇の東京行幸により江戸城が東京城（とうけいじょう）と称され、東京の皇居となる。1869年（明治2年）、2度目の東京行幸で天皇の東京滞在が発表され、東京城は皇城（こうじょう）と称される（東京奠都）。1873年（明治6年）、それまで天皇の御座所とされていた江戸城西の丸御殿が火災のため焼失し、一時、赤坂離宮を仮皇居とした。
1879年（明治12年）、西の丸に新宮殿を造営することが決まり、1888年（明治21年）に明治宮殿が落成し、同年10月27日以後は宮城（きゅうじょう）と称された。明治宮殿は、御車寄、正殿、東溜、西溜、豊明殿、千種の間、鳳凰の間など、儀式・応接・政務が行われる公の場である表宮殿と、天皇の住居にあたる奥宮殿とが接続していた。表宮殿は木造で、外観は和風建築だが、内部は和風の格天井からシャンデリアを下げるなど和洋折衷とし、椅子とテーブルを用いていた。
1935年（昭和10年）頃、宮内省第2期庁舎に鋼鉄扉の防空室（地下金庫室）が作られた。だが、内部が狭く大型爆弾に耐えられないことから、宮内省工匠寮の設計で、吹上御所近くに新たに防空壕を作ることになった。後に御文庫と命名される大本営防空壕が完成するまでの間、昭和天皇・香淳皇后は空襲警報発令の度に宝剣神璽（三種の神器のうち剣と璽）とともに地下金庫室に避難していた。
このほか宮内省は1941年（昭和16年）の太平洋戦争開戦直前、東京府南多摩郡鶴川村（現・町田市）の多摩丘陵の一角で、空襲対策を兼ねた「柿生離宮」新設を検討して密かに視察を重ねたが、宮内大臣松平恆雄の判断で取りやめた。

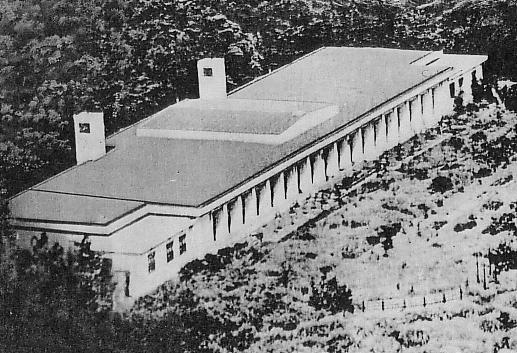
御文庫

皇居内では1941年（昭和16年）4月12日に御文庫（おぶんこ）が極秘に着工され、1942年（昭和17年）12月31日に完成した。施工を請負ったのは大林組。建築費は約200万円であった。建坪1,320m2。地上1階、地下1階・2階の3階建て。そこには昭和天皇・香淳皇后の寝室、居間、書斎、応接室、皇族御休息所、食堂、洗面所、侍従室、女官室、風呂、便所などがあった。このほか、映写ホール、ピアノ、玉突き台などもあった。屋根は1トン爆弾に耐えるよう、コンクリート1mの上に砂1m、さらにその上にコンクリート1mの計3mの厚さであった。昭和天皇は午前中は表御座所（御政務室）、午後は御文庫で過ごすのが日課であった。
御文庫は湿気が多く非衛生的であったため、1953年（昭和28年）に改修工事が行われ、部屋の改装のほか地下水を利用した空気調和装置が設置された。
マリアナ諸島を制圧した米軍は、日本本土を航続距離に収めたB-29で各地への空襲を本格化。東京も繰り返し爆撃され（東京大空襲）、1945年（昭和20年）5月24日から25日にかけての空襲（山の手大空襲）では、明治宮殿や半蔵門が焼失するなど皇居も炎上した。皇居防空のため1945年7月末時点で九八式二十粍高射機関砲など対空砲64門が配備された（千鳥ケ淵には直径2メートルの砲座跡7基が現存する）が、九八式の迎撃可能高度は2000メートル程度で、砲弾がB-29の飛来高度に届かず落下するさまが近衛連隊の兵士にも目撃されていた。
1945年（昭和20年）6月頃に戦況が悪化したため、さらに頑丈な御文庫附属室が御文庫から90 m離れた地下10mに陸軍工兵部によって建設された。広さ330 m2、56 m2の会議室2つと2つの控室、通信機械室があり、床は板張り、各室とも厚さ約1 mの鉄筋コンクリートの壁で仕切られていた。50トン爆弾にも耐えるよう設計され御文庫とは地下道で結ばれていた。この地下壕では後に、終戦（ポツダム宣言受諾）を決める2度の御前会議が開かれた。戦後、御文庫附属庫は昭和天皇の意向で修理・保存されることなく朽ちるままになっている。しかし、定期的に写真や映像などの記録はとられており、戦後70年にあたる2015年（平成27年）8月にはデジタル音源化された玉音放送とともに映像や写真が公開された。
この玉音放送で国民に伝えられた日本の降伏を巡っては、阻止を図った陸軍の一部によるクーデター未遂が起きた（宮城事件）。
敗戦後の1948年（昭和23年）7月1日に宮城の名称は廃止され、皇居（こうきょ）と呼ばれるようになった。1950年（昭和25年）3月20日、皇居内の局（女官等の宿舎）から出火。木造二階建て247坪を全焼するなどの被害が生じた。1952年（昭和27年）からは宮内庁庁舎の最上階（3階）を仮宮殿とした。
なお、日本を占領した連合国軍最高司令官総司令部（GHQ）の指令や日本国憲法施行により、戦前・戦中に皇居を管理した宮内省は宮内府を経て現在の宮内庁に改組された。
皇居の警備は大日本帝国陸軍近衛師団と宮内省皇宮警察から警視庁皇宮警察部へ移管された。その後の1949年（昭和24年）1月、国家地方警察本部の外局として皇宮警察本部に改組され、1954年（昭和29年）7月1日の警察法施行に伴い、警察庁附属機関としての皇宮警察本部となり現在に至る。
戦後暫くの間、焼失した宮殿の再建は行われなかった。この理由について、昭和天皇の侍従長を務めた入江相政は、「お上（昭和天皇）は戦争終了後、『国民が戦災の為に住む家も無く、暮らしもままならぬ時に、新しい宮殿を造ることは出来ぬ』と、国民の生活向上を最優先とすべしという考えから、戦災で消失した宮殿などの再建に待ったをかけておられた」と述べている。

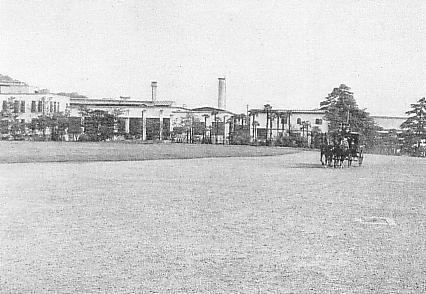
1955年頃の広庭（現・新宮殿）

昭和30年代に入って、日本の復興が一段落した頃に宮殿再建の動きが活発となり、1959年（昭和34年）、皇居造営審議会の答申に基づき、翌1960年（昭和35年）から新しい宮殿の造営が始められた。宮殿（いわゆる新宮殿）は、明治宮殿のように天皇・皇后の住居である御所とは接続させず、御所と宮殿を別々に造営することとなった。まず1961年（昭和36年）、昭和天皇・香淳皇后の住居として皇居内吹上地区の御文庫に隣接・組込まれて建設された吹上御所（ふきあげごしょ）が完成した。新宮殿は明治宮殿跡地に1964年（昭和39年）着工し、1968年（昭和43年）10月竣工。同年11月14日に落成式が挙行され、翌1969年（昭和44年）4月から使用された。
なお、吹上御所は、1993年（平成5年）12月9日に、皇太后良子（香淳皇后）の住居として吹上大宮御所（ふきあげおおみやごしょ）と改称された。
天皇明仁と皇后美智子（いずれも当時）は、1989年（昭和64年）1月7日の即位後も暫くは引き続き赤坂御所に居住しながら皇居宮殿に通勤していたが、皇居内吹上地区の一角に新たな御所（ごしょ）が建設され、第一皇女子の清子内親王（黒田清子）と共に1993年（平成5年）12月8日から居住し始めた。
天皇の退位等に関する皇室典範特例法の施行に伴って2019年（令和元年）5月1日より皇太子徳仁親王への譲位により上皇・上皇后となって（明仁から徳仁への皇位継承）、2020年（令和2年）3月19日に赤坂御用地内の仙洞仮御所（高輪皇族邸、旧高松宮邸）へ一時転居するまで吹上仙洞御所（ふきあげせんとうごしょ）の名称となった。その後、上皇明仁・上皇后美智子は2022年（令和4年）4月26日に赤坂御用地内の仙洞御所（旧赤坂御所）に入居した。
2019年（令和元年）5月1日に即位した天皇徳仁・皇后雅子、第一皇女子の愛子内親王は、2021年（令和3年）9月6日に赤坂御所（旧東宮御所）から皇居に転居し、上皇明仁・上皇后美智子が居住していた御所に入居した。

## 皇居・宮の歴史
宮（みや）は家（や「屋」）に尊称（み「御」）がついた言葉である。身分の高い人の住居という意味から出発し、やがて天皇や皇族の宮殿を意味するようになった。古代には、大王（天皇）の住居は一世ごとに移転され、皇居は宮（みや）と呼ばれる宮殿を指した。『古事記』や『日本書紀』には、4世紀から6世紀にかけての宮殿の多くが、現代で言う奈良盆地の東南の地に営まれたと記されている。

### 飛鳥の宮
592年に推古天皇が即位した豊浦宮から694年持統天皇が藤原京へ遷都するまでの約100年間は、奈良の南の地飛鳥周辺に宮殿が集中したので「飛鳥京」と呼ぶことがある。このような宮には、小墾田宮（603年 - 630年）、飛鳥岡本宮（630年 - 636年）、飛鳥板蓋宮（643年 - 655年）、後飛鳥岡本宮（656年 - 672年）、飛鳥浄御原宮（672年 - 694年）などがある。その頃の大規模な居館がいくつか発見されている。それらは地面に穴を掘って柱の根本を固定する掘立柱建物である。これらの建物の内、7世紀以降では、中心建物は南を正面としているのが特徴である。
後には、中国王朝の影響で京（みやこ）が造営されるようになり、天皇は京の中の内裏（だいり）に定着し、これを皇居とした。国政の中枢である朝堂院を始めとする中央官衙は内裏に併設され、合わせて宮城と呼ばれる。
京には、難波京（大阪市）、藤原京（奈良県橿原市・明日香村）、平城京（奈良市）、平安京（京都市）などがある。

### 平安時代から江戸時代

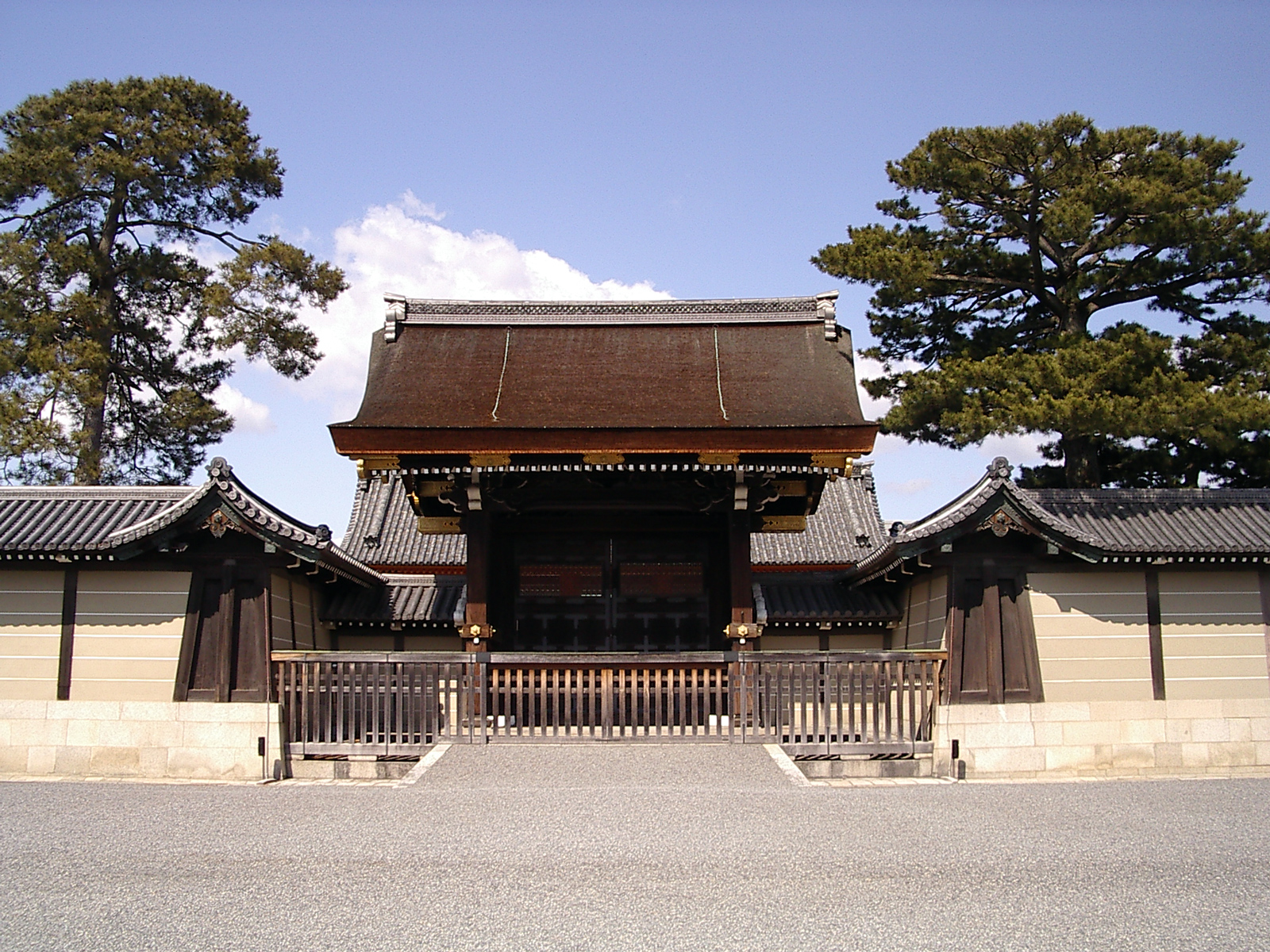
京都御所の正門・建礼門。

平安京は、794年（延暦13年）に桓武天皇によって定められた。960年（天徳4年）に内裏が焼失し、再建されるまで冷泉院を仮の皇居とした。976年（貞元元年）にも内裏が被災し、藤原兼通の邸宅である堀河殿を仮皇居としている。平安京の内裏はしばしば焼亡したため、摂関や外戚など臣下の邸宅を仮皇居（里内裏）とすることも多かった。平安時代末期からは、内裏があっても里内裏を皇居とすることが一般化した。1227年（安貞元年）に宮城（大内裏）が焼失してからは内裏は再建されず、里内裏を転々とした。
南北朝時代の1331年（元弘元年、元徳3年）、北朝の光厳天皇が土御門東洞院殿で即位してからは、この御殿が内裏に定められた。これが、現在の京都御所の前身となる。南北朝時代の南朝歴代天皇は京都を北朝朝廷とそれを支える室町幕府に押さえられ、吉野行宮などを転々とした（「#歴代の皇居」を参照）。

### 明治時代以後
慶応4年7月17日（1868年9月3日）に江戸は東京と改められた。同年10月13日（1868年11月26日）、明治天皇が東京に行幸して江戸城西の丸（現在は宮殿のみが建っている。現在の吹上御所とは別の場所）に入った際、江戸城も東京城と改称され、天皇の東幸中の仮皇居と定められた。天皇は一旦京都に戻った。
翌明治2年3月28日（1869年5月9日）、再び東京に行幸し、1877年（明治10年）には京都御所が保存され今に至る（「東京奠都」参照）。

## 歴代の皇居
歴代の皇居（宮都）の一覧。飛鳥時代以前の宮号は『日本書紀』（一部『古事記』）を典拠とする。
| 宮号                                  | 宮号                                  | 天皇                                | 所在地（推定地含む）                                                                                | 期間 |
| ------------------------------------- | ------------------------------------- | ----------------------------------- | --------------------------------------------------------------------------------------------------- | --- |
| 畝傍橿原宮                            | 畝傍橿原宮                            | 初代神武天皇                        | 奈良県橿原市久米町                                                                                  | 神武天皇元年1月 - |
| 葛城高丘宮                            | 葛城高丘宮                            | 第2代綏靖天皇                       | 奈良県御所市森脇                                                                                    | 綏靖天皇元年1月 - |
| 片塩浮孔宮                            | 片塩浮孔宮                            | 第3代安寧天皇                       | 奈良県大和高田市三倉堂 または奈良県橿原市四条町                                                     | 安寧天皇2年 - |
| 軽曲峡宮（軽境岡宮）                  | 軽曲峡宮（軽境岡宮）                  | 第4代懿徳天皇                       | 奈良県橿原市白橿町                                                                                  | 懿徳天皇2年1月 - |
| 掖上池心宮（葛城掖上宮）              | 掖上池心宮（葛城掖上宮）              | 第5代孝昭天皇                       | 奈良県御所市池之内                                                                                  | 孝昭天皇元年7月 - |
| 室秋津島宮                            | 室秋津島宮                            | 第6代孝安天皇                       | 奈良県御所市室                                                                                      | 孝安天皇2年10月 - |
| 黒田廬戸宮                            | 黒田廬戸宮                            | 第7代孝霊天皇                       | 奈良県磯城郡田原本町黒田                                                                            | 孝安天皇102年12月 - |
| 軽境原宮                              | 軽境原宮                              | 第8代孝元天皇                       | 奈良県橿原市見瀬町                                                                                  | 孝元天皇4年3月 - |
| 春日率川宮                            | 春日率川宮                            | 第9代開化天皇                       | 奈良県奈良市本子守町                                                                                | 開化天皇元年10月 - |
| 磯城瑞籬宮                            | 磯城瑞籬宮                            | 第10代崇神天皇                      | 奈良県桜井市金屋                                                                                    | 崇神天皇3年9月 - |
| 纒向珠城宮（師木玉垣宮）              | 纒向珠城宮（師木玉垣宮）              | 第11代垂仁天皇                      | 奈良県桜井市穴師                                                                                    | 垂仁天皇2年10月 - |
| 纒向日代宮                            | 纒向日代宮                            | 第12代景行天皇                      | 奈良県桜井市穴師                                                                                    | 景行天皇4年11月 - |
| 志賀高穴穂宮                          | 志賀高穴穂宮                          | 第12代景行天皇 - 第13代成務天皇     | 滋賀県大津市穴太                                                                                    | 景行天皇58年2月 - |
| 穴門豊浦宮                            | 穴門豊浦宮                            | 第14代仲哀天皇                      | 山口県下関市長府宮の内町                                                                            | 仲哀天皇2年9月 - |
| 橿日宮                                | 橿日宮                                | 第14代仲哀天皇                      | 福岡県福岡市東区香椎                                                                                | 仲哀天皇8年1月 - |
| 磐余稚桜宮                            | 磐余稚桜宮                            | 神功皇后                            | 奈良県桜井市谷 または桜井市池之内                                                                   | 神功皇后摂政3年1月 - |
| 軽島豊明宮（軽島明宮）                | 軽島豊明宮（軽島明宮）                | 第15代応神天皇                      | 奈良県橿原市大軽町                                                                                  | （遷都年次不明） |
| 難波大隅宮                            | 難波大隅宮                            | 第15代応神天皇                      | 大阪府大阪市東淀川区大隅                                                                            | 応神天皇22年3月 - |
| 難波高津宮                            | 難波高津宮                            | 第16代仁徳天皇                      | 大阪府大阪市天王寺区餌差町 または大阪市中央区法円坂                                                 | 仁徳天皇元年1月 - |
| 磐余稚桜宮                            | 磐余稚桜宮                            | 第17代履中天皇                      | 奈良県桜井市谷 または桜井市池之内                                                                   | 履中天皇元年2月 - |
| 丹比柴籬宮                            | 丹比柴籬宮                            | 第18代反正天皇                      | 大阪府松原市上田                                                                                    | 反正天皇元年10月 - |
| 遠飛鳥宮                              | 遠飛鳥宮                              | 第19代允恭天皇                      | 奈良県高市郡明日香村飛鳥                                                                            | （遷都年次不明） |
| 石上穴穂宮                            | 石上穴穂宮                            | 第20代安康天皇                      | 奈良県天理市田町                                                                                    | 允恭天皇42年12月 - |
| 泊瀬朝倉宮                            | 泊瀬朝倉宮                            | 第21代雄略天皇                      | 奈良県桜井市岩坂 または桜井市脇本・黒崎                                                             | 安康天皇3年11月 - |
| 磐余甕栗宮                            | 磐余甕栗宮                            | 第22代清寧天皇                      | 奈良県橿原市東池尻町                                                                                | 清寧天皇元年1月 - |
| 忍海角刺宮                            | 忍海角刺宮                            | （飯豊青皇女）                      | 奈良県葛城市忍海                                                                                    | 清寧天皇5年1月 - |
| 近飛鳥八釣宮（近飛鳥宮）              | 近飛鳥八釣宮（近飛鳥宮）              | 第23代顕宗天皇                      | 奈良県高市郡明日香村八釣 または大阪府羽曳野市飛鳥                                                   | 顕宗天皇元年1月 - |
| 石上広高宮                            | 石上広高宮                            | 第24代仁賢天皇                      | 奈良県天理市石上町 または天理市嘉幡町                                                               | 仁賢天皇元年1月 - |
| 泊瀬列城宮                            | 泊瀬列城宮                            | 第25代武烈天皇                      | 奈良県桜井市出雲                                                                                    | 仁賢天皇11年12月 - |
| 樟葉宮                                | 樟葉宮                                | 第26代継体天皇                      | 大阪府枚方市楠葉丘                                                                                  | 継体天皇元年（507年？）2月 - |
| 筒城宮                                | 筒城宮                                | 第26代継体天皇                      | 京都府京田辺市多々羅都谷                                                                            | 継体天皇5年（511年？）10月 - |
| 弟国宮                                | 弟国宮                                | 第26代継体天皇                      | 京都府長岡京市今里                                                                                  | 継体天皇12年（518年？）3月 - |
| 磐余玉穂宮                            | 磐余玉穂宮                            | 第26代継体天皇                      | 奈良県桜井市池之内                                                                                  | 継体天皇20年（526年？）9月 - |
| 勾金橋宮                              | 勾金橋宮                              | 第27代安閑天皇                      | 奈良県橿原市曲川町                                                                                  | 安閑天皇元年（534年？）1月 - |
| 檜隈廬入野宮                          | 檜隈廬入野宮                          | 第28代宣化天皇                      | 奈良県高市郡明日香村檜前                                                                            | 宣化天皇元年（536年？）1月 - |
| 磯城島金刺宮                          | 磯城島金刺宮                          | 第29代欽明天皇                      | 奈良県桜井市金屋・外山                                                                              | 欽明元年（540年？）7月 - |
| 百済大井宮                            | 百済大井宮                            | 第30代敏達天皇                      | 奈良県桜井市大福 または奈良県北葛城郡広陵町百済                                                     | 敏達天皇元年（572年?）4月 - 敏達天皇4年（575年？） |
| 訳語田幸玉宮 （他田宮・磐余訳語田宮） | 訳語田幸玉宮 （他田宮・磐余訳語田宮） | 第30代敏達天皇                      | 奈良県桜井市戒重                                                                                    | 敏達天皇4年（575年？） - |
| 磐余池辺双槻宮                        | 磐余池辺双槻宮                        | 第31代用明天皇                      | 奈良県桜井市阿部                                                                                    | 敏達天皇14年（585年?）9月 - |
| 倉梯宮（倉椅柴垣宮）                  | 倉梯宮（倉椅柴垣宮）                  | 第32代崇峻天皇                      | 奈良県桜井市倉橋                                                                                    | 用明天皇2年（587年?）8月 - |
| 豊浦宮（桜井等由羅宮）                | 豊浦宮（桜井等由羅宮）                | 第33代推古天皇                      | 奈良県高市郡明日香村豊浦                                                                            | 崇峻天皇5年（592年）12月 - 推古天皇11年（603年）10月 |
| 小墾田宮                              | 小墾田宮                              | 第33代推古天皇                      | 奈良県高市郡明日香村雷                                                                              | 推古天皇11年（603年）10月 - 推古天皇36年（628年）3月 |
| 飛鳥岡本宮（高市岡本宮）              | 飛鳥岡本宮（高市岡本宮）              | 第34代舒明天皇                      | 奈良県高市郡明日香村岡                                                                              | 舒明天皇2年（630年）10月 - 舒明天皇8年（636年）6月 |
| 田中宮                                | 田中宮                                | 第34代舒明天皇                      | 奈良県橿原市田中町                                                                                  | 舒明天皇8年（636年）6月 - |
| 百済宮                                | 百済宮                                | 第34代舒明天皇                      | 奈良県桜井市吉備 または奈良県北葛城郡広陵町百済                                                     | 舒明天皇12年（640年）10月 - 舒明天皇13年（641年）10月 |
| 飛鳥板蓋宮                            | 飛鳥板蓋宮                            | 第35代皇極天皇 - 第37代斉明天皇     | 奈良県高市郡明日香村岡                                                                              | 皇極天皇2年（643年）4月 - 斉明天皇元年（655年）冬 |
| 難波長柄豊碕宮                        | 難波長柄豊碕宮                        | 第36代孝徳天皇 - 第40代天武天皇     | 大阪府大阪市中央区法円坂                                                                            | 白雉2年（652年）12月 - 朱鳥元年（686年）1月 |
| 飛鳥川原宮                            | 飛鳥川原宮                            | 第37代斉明天皇                      | 奈良県高市郡明日香村川原                                                                            | 斉明天皇元年（655年）冬 - 斉明天皇2年（656年） |
| 後飛鳥岡本宮                          | 後飛鳥岡本宮                          | 第37代斉明天皇 - 第38代天智天皇     | 奈良県高市郡明日香村岡                                                                              | 斉明天皇2年（656年） - 天智天皇6年（667年）3月 |
| 朝倉橘広庭宮                          | 朝倉橘広庭宮                          | 第37代斉明天皇                      | 福岡県朝倉市須川 または朝倉市杷木志波                                                               | 斉明天皇7年（661年）5月 - 7月 |
| 近江大津宮                            | 近江大津宮                            | 第38代天智天皇 - 第39代弘文天皇     | 滋賀県大津市錦織                                                                                    | 天智天皇6年（667年）3月 - 天武天皇元年（672年）7月 |
| 飛鳥浄御原宮                          | 飛鳥浄御原宮                          | 第40代天武天皇 - 第41代持統天皇     | 奈良県高市郡明日香村岡                                                                              | 天武天皇元年（672年）冬 - 持統天皇8年（694年）12月 |
| 藤原宮                                | 藤原宮                                | 第41代持統天皇 - 第43代元明天皇     | 奈良県橿原市高殿町など                                                                              | 持統天皇8年（694年）12月 - 和銅3年（710年）3月 |
| 平城宮（寧楽宮）                      | 平城宮（寧楽宮）                      | 第43代元明天皇 - 第50代桓武天皇     | 奈良県奈良市佐紀町（北緯34度41分31.37秒 東経135度47分49.85秒 / 北緯34.6920472度 東経135.7971806度） | 和銅3年（710年）3月 - 天平12年（740年）12月 天平17年（745年）5月 - 延暦3年（784年）11月                                                                                             |
| 難波宮                                | 難波宮                                | 第45代聖武天皇 - 第50代桓武天皇     | 大阪府大阪市中央区法円坂                                                                            | 天平6年（734年）3月 - 延暦3年（784年）11月 |
| 大養徳恭仁大宮（恭仁宮）              | 大養徳恭仁大宮（恭仁宮）              | 第45代聖武天皇                      | 京都府木津川市加茂町例幣など                                                                        | 天平12年（740年）12月 - 天平16年（744年）2月 |
| 紫香楽宮（信楽宮・甲賀宮）            | 紫香楽宮（信楽宮・甲賀宮）            | 第45代聖武天皇                      | 滋賀県甲賀市信楽町宮町                                                                              | 天平17年（745年）1月 - 5月 |
| 保良宮                                | 保良宮                                | 第47代淳仁天皇                      | 滋賀県大津市国分                                                                                    | 天平宝字5年（761年）10月 - 天平宝字8年（764年）9月 |
| 由義宮                                | 由義宮                                | 第48代称徳天皇                      | 大阪府八尾市八尾木・都塚                                                                            | 神護景雲3年（769年）10月 - 宝亀元年（770年）8月 |
| 長岡宮                                | 長岡宮                                | 第50代桓武天皇                      | 京都府向日市鶏冠井町など                                                                            | 延暦3年（784年）11月 - 延暦13年（794年）10月 |
| 平安宮                                | 平安宮                                | 第50代桓武天皇 - 第122代明治天皇    | 京都府京都市上京区(北緯35度01分13.1秒 東経135度44分36.9秒 / 北緯35.020306度 東経135.743583度)       | 延暦13年（794年）10月 - 明治2年（1869年）3月 |
| 福原宮                                | 福原宮                                | 第81代安徳天皇                      | 兵庫県神戸市兵庫区荒田町など                                                                        | 治承4年（1180年）6月 - 11月 |
| （南朝）                              | 吉野行宮                              | 第96代後醍醐天皇 - 第99代後亀山天皇 | 奈良県吉野郡吉野町吉野山                                                                            | 延元元年（1336年）12月 - 正平3年（1348年）1月 正平23年（1368年）12月 - 正平24年（1369年）4月 文中2年（1373年）8月 - 天授5年（1379年）頃 元中2年（1385年）頃 - 元中9年（1392年）10月 |
| （南朝）                              | 賀名生行宮                            | 第97代後村上天皇                    | 奈良県五條市西吉野町賀名生 または五條市西吉野町黒渕                                                 | 正平3年（1348年）9月 - 正平7年（1352年）2月 正平7年（1352年）5月 - 正平9年（1354年）10月                                                                                            |
| （南朝）                              | 天野行宮                              | 第97代後村上天皇 - 第98代長慶天皇   | 大阪府河内長野市天野町                                                                              | 正平9年（1354年）10月 - 正平14年（1359年）12月 正平24年（1369年）4月 - 文中2年（1373年）8月                                                                                         |
| （南朝）                              | 観心寺行宮                            | 第97代後村上天皇                    | 大阪府河内長野市寺元                                                                                | 正平14年（1359年）12月 - 正平15年（1360年）9月 |
| （南朝）                              | 住吉行宮                              | 第97代後村上天皇 - 第98代長慶天皇   | 大阪府大阪市住吉区墨江                                                                              | 正平15年（1360年）9月 - 正平23年（1368年）12月 |
| （南朝）                              | 栄山行宮                              | 第98代長慶天皇 - 第99代後亀山天皇   | 奈良県五條市小島町                                                                                  | 天授5年（1379年）頃 - 元中2年（1385年）頃 |
| 東京城→皇城→宮城→皇居                 | 東京城→皇城→宮城→皇居                 | 第122代明治天皇 -                   | 東京都千代田区千代田1-1（北緯35度40分57秒 東経139度45分7.56秒 / 北緯35.68250度 東経139.7521000度）  | 明治2年（1869年）3月 - 現在(勅書上の位置づけは東京滞在中の仮皇居) |

## その他

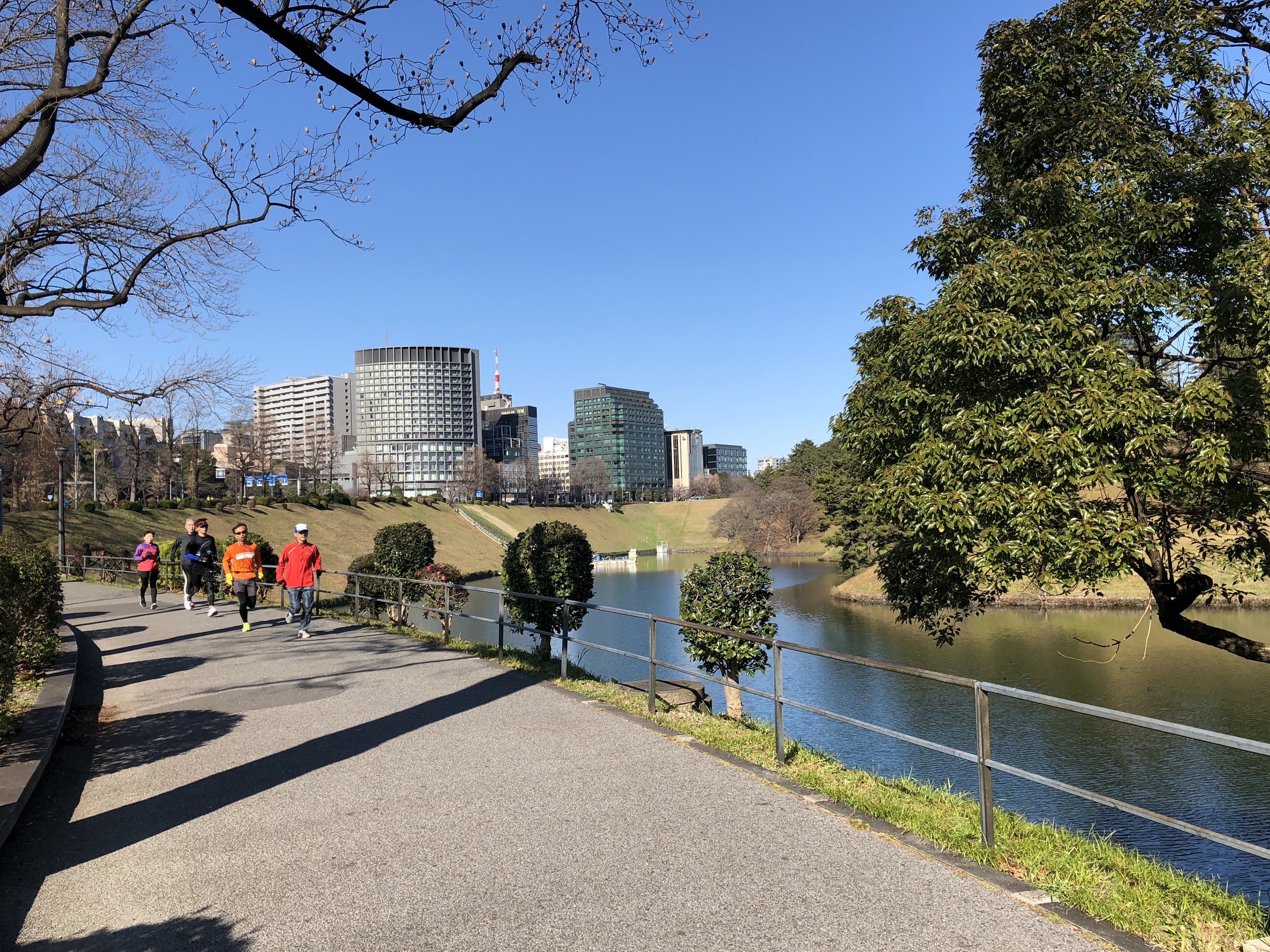
皇居外周路を走る人々（皇居ランニング）

- 皇居の大きさは、宮内庁管理部分の敷地が約115万m2で[63]、東京ドーム約25個分である[64]。濠の面積も含む東京都千代田区千代田の面積は1,425,500m2[65]、皇居外苑も含めた総面積は約230万m2となる[11]。
- 皇居周辺は1周が約5kmで歩道に信号機がなく、森・街路樹や濠の景観も楽しめることから、手軽なランニングコースになっている（皇居ランニング）[66]。高低差は約26メートル。初心者から上級者まで、幅広く走れる[67]。
- 外国人観光客の東御苑などへの来訪が増えているため、宮内庁は2017年5月16日、スマートフォン向けに皇居や京都御所について日英中韓仏西6か国語の音声で案内するアプリの提供を始めた[68]。
- 皇居近くには、勤皇の忠臣とされる2人（文武二忠臣）の銅像が立っている[69]。皇居外苑の楠木正成像と大手濠の和気清麻呂像である。
- 皇居の上空及び周囲おおむね300メートルの地域は、重要施設の周辺地域の上空における小型無人機等の飛行の禁止に関する法律の規定に基づき、小型無人機等の飛行が禁止されている[70]。また、他の航空機であってもテロ対策の一環で飛行が制限されることがある[71]。